# Tê giác một sừng Việt Nam
Tê giác một sừng Việt Nam (Danh pháp khoa học: Rhinoceros sondaicus annamiticus) là một phân loài của loài tê giác một sừng (Rhinoceros sondaicus) phân bố ở Việt Nam sống ở Việt Nam, Lào, Campuchia, tới cả Thái Lan và Malaysia. Thuật ngữ Annamiticus bắt nguồn từ tên gọi Annamite của dãy Trường Sơn ở Đông Dương, một phần khu vực phân bố của loài này, chúng còn biết với tên Tê giác Java Việt Nam hay còn gọi đơn giản là Tê giác Việt Nam vì Việt Nam chỉ có loài này, người Xtiêng gọi chúng là Pai-ro-mhai. Phân tích di truyền cho thấy rằng hai phân loài còn tồn tại ở Việt Nam và Indonesia đã có cùng một tổ tiên chung cách đây khoảng chừng 300.000 đến 2 triệu năm trước. Giống tê giác một sừng được coi là bị tuyệt chủng tại đất liền châu Á cũng như Đông Nam Á lục địa, cho đến khi người ta phát hiện ra một cá thể tê giác bị săn bắn vào năm 1988 tại khu vực Cát Tiên.
Dù được con người quan tâm bảo tồn nhưng diện tích cư trú của tê giác vẫn bị xâm lấn 15% vào năm 1990 và con số tê giác còn sống đã giảm xuống chỉ còn 5-8 con vào năm 1999. Theo đánh giá năm 2000, có khoảng 6.000 người sống bên rìa khu vực Vườn quốc gia, ở các vùng bãi bồi triền sông, môi trường sống ưa thích của tê giác, bắt đầu xâm lấn để trồng lúa, cộng thêm với lực lượng kiểm lâm bảo vệ ít ỏi (dưới 20 người), nên người ta cho rằng tê giác Việt Nam chỉ có thể tồn tại trong vòng từ 3-5 năm nữa. Sau đó cơ quan bảo tồn ước tính chỉ còn 3-8 con tê giác và có thể không có con đực nào sống sót. Tê giác Việt Nam sinh sống ở Vườn Quốc gia Cát Tiên tập trung chủ yếu trong phạm vi khoảng 5.000 ha rừng trên địa bàn xã Gia Viễn. Trong đó, cá thể tê giác cuối cùng đã từng sống tại khu rừng Cát Lộc, khu vực phía bắc của Vườn Quốc gia Cát Tiên.
Dù trước kia đã từng phổ biến trên toàn Đông Nam Á, nhưng sau Chiến tranh Việt Nam, phân loài tê giác Java Việt Nam được coi là đã tuyệt chủng. Những phương pháp sử dụng trong chiến tranh đã tàn phá nghiêm trọng hệ sinh thái của khu vực, ví dụ như sử dụng bom napan, chất độc da cam làm rụng lá, ném bom không kích hay thả mìn. Chiến tranh đã đem tới cho nơi đây hàng loạt những loại vũ khí mà người ta có thể tiếp cận với giá rẻ. Sau chiến tranh, những người dân nghèo, nếu trước kia chỉ dùng hố bẫy, nay lại có những vũ khí gây chết người trong tay, giúp họ trở thành những kẻ săn bắt hiệu quả. Vườn Quốc gia Cát Tiên được nhiều người biết đến bởi là khu bảo tồn động vật hoang dã và từng có loài tê giác một sừng tồn tại, trong khi đó loài này đã tuyệt chủng ở khu vực đất liền Đông Nam Á nhưng con tê giác cuối cùng cũng đã gục ngã trước tiếng súng của đám săn bắn.
Một bất ngờ khi một con tê giác cái trưởng thành bị bắn chết vào năm 1988. Tin này phản bác giả định rằng tê giác đã tuyệt chủng tại Việt Nam. Năm sau, tức năm 1989, các nhà khoa học đến khảo sát khu rừng miền Nam Việt Nam để tìm dấu hiệu về những con sống sót còn lại đã phát hiện dấu vết mới của ít nhất 15 con tê giác sinh sống trong khu vực dọc sông Đồng Nai Do mức độ quan trọng của quần thể này nên khu vực chúng sống đã trở thành Khu bảo tồn tê giác Cát Lộc vào năm 1992, sau đó đã sáp nhập vào Vườn quốc gia Cát Tiên năm 1998, tuy nhiên hai khu vực này lại bị ngăn cách bởi các khu đất nông nghiệp và một con đường nối giữa các làng đã chia cắt môi sinh của quần thể tê giác.
Ngày 29 tháng 4 năm 2010, người ta phát hiện một con tê giác đã bị kẻ săn trộm bắn chết tại vườn quốc gia Cát Tiên. WWF đã điều tra và kết luận con tê giác không chết do nguyên nhân tự nhiên, vì nó đang ở tuổi trưởng thành từ 15-25 tuổi. Tê giác thường sống thọ 40 năm, nó chết do vết thương đạn gây ra, vết thương do viên đạn ở chân, bị bắn khoảng hơn 2 tháng trước khi con vật chết, tê giác bị chết do vết thương từ viên đạn. Viên đạn đã gây ra các vết thương rộng miệng, dẫn đến thương tổn nặng, nhiễm trùng và làm nó tê liệt không di chuyển được nhiều tháng trước khi chết. Những kẻ săn trộm dễ dàng lần theo dấu vết của một con tê giác bị thương và không loại trừ khả năng nó đã bị bắn tiếp sau đó. Mặc dù động cơ giết con tê giác này chưa được xác định, nhưng có khả năng nó bị giết để lấy sừng và sử dụng làm đông dược vì sừng tê giác đã bị cưa và lấy mất.
Đây được xem là một tin buồn cho ngành bảo tồn học Việt Nam. Quỹ WWF muốn chính phủ Việt Nam điều tra khẩn cấp để tìm ra thủ phạm. Đến tháng 10 năm 2011, Quỹ Quốc tế Bảo vệ Thiên nhiên cho biết con tê giác đó là con tê giác cuối cùng tại Việt Nam, và hiện tại loài tê giác Java đã tuyệt chủng tại Việt Nam. Quỹ Bảo tồn Tê giác Quốc tế (International Rhino Foundation- IRF) cũng đã khẳng định tin này. Hiện nay, chúng được công bố là đã tuyệt chủng khi cá thể tê giác cuối cùng đã bị bắn hạ vào tháng 4 năm 2010, là dấu chấm hết cho những nỗ lực bảo tồn của quốc tế về loài tê giác này. Xác tê giác được báo chí thế giới đưa tải trong các bài viết về nạn buôn bán sừng tê giác được cho là xuất phát từ Việt Nam. Thất bại trong việc tìm và cứu hộ con tê giác cuối cùng ở Cát Tiên nay được lý giải là do thiếu giải pháp tổng thể, thiếu sự hợp tác của các ban ngành hữu quan và đến nay vẫn chưa tìm ra ai đã bắn con tê giác.

## Đặc điểm

### Hình thái
Về tầm vóc, tê giác một sừng Việt Nam cùng thuộc một chi với loài tê giác Ấn Độ, nhưng nhỏ hơn tê giác Ấn Độ và gần tương đương với kích cỡ loài tê giác đen, đồng thời những con tê giác Việt Nam thì nhỏ hơn đáng kể so với đồng loại ở Java dựa trên những bằng chứng hình ảnh hay kích cỡ dấu chân của chúng. Những thông số cơ thể cho thấy chúng chỉ dài có 3,1–3,2 m (10–10,5 ft) và cao 1,4–1,7 m (4,6–5,8 ft), mỗi con tê giác này có chiều dài thân 3.000mm, dài đuôi 600-750mm, cao 1.500mm, trọng lượng trên 2.000 kg, có con chỉ dài 2m. Không có sự khác biệt kích cỡ đáng kể nào giữa hai giới, nhưng con cái có thể to hơn con đực một ít. Bề ngoài, con tê giác có một cái sừng, mình dài, nhưng thấp hơn con trâu, và đen trùi trũi. Chúng là loài mãnh thú to lớn, đầy sức mạnh, nét nổi bật của tê giác là lớp da bảo vệ của chúng được tạo thành từ các lớp chất keo với độ dày như một bộ áo giáp, và nhất là chiếc sừng mọc trên mũi tạo thêm sức mạnh cho tê giác, điểm yếu là chúng sẽ chẳng thể làm gì nếu mất một chân hoặc không có chân, chúng quá nặng để đi cà nhắc, đi khập khiễng.
Sừng của tê giác này có độ dài thường dưới 25 cm (10 inch), nhỏ hơn các loài tê giác khác, sừng tê giác này không lớn lắm, nó dễ dàng nằm lọt thỏm trong bàn tay, có thể bỏ nó vào túi. Những con đực có cái sừng dài gần 250mm mọc ngay trên mũi, sừng do lớp biểu bì da tạo thành nên không gắn liền với xương sọ mà gắn với lớp da dày, có những cá thể có sừng dài không quá 30–45 cm. Mũi chúng cứng, môi trên cử động được để bứt lá, chúng có thị giác kém phát triển. Đôi chân chúng khỏe mạnh, chân chúng to, ngắn có 3 ngón với móng guốc hình bán nguyệt. Lưng và hai bên hông màu xám sẫm, bụng màu hơi đỏ. Giống tê giác Ấn Độ, chúng cũng có một bộ da nếp gấp giống như một bộ áo giáp, chúng có da dày, cứng với các nếp gấp sâu chia bề mặt ra thành nhiều mảnh giống áo giáp, với lớp da này, tê giác trông như một chiếc xe thiết giáp (xe bọc thép) đồ sộ, việc các loài thú ăn thịt tấn công chúng dường như là điều bất khả thi, do đó trong tự nhiên, tê giác gần như không có kẻ thù nào trừ con người và con người là kẻ đi săn duy nhất đối với các con tê giác trưởng thành.
Chúng có những bước đi của nó chắc nịch, mạnh mẽ, những tê giác có bước đi chậm rãi với bước đi oai vệ sừng sững uy lực, chúng thường hay dậm chân và thở phì phò, khi nghe tiếng kêu khè khè rồi tiếng chân giậm đất bình bịch thì biết là tê giác về, có nhân chứng cho biết khi nghe tiếng thở khì khì và chợt thấy một con tê giác lừng lững nặng hơn 1 tấn lấp ló đang ăn và con tê giác phát hiện người thì bỏ chạy, tiếng chân nó giẫm lên tre nứa gãy rôm rốp, ầm ầm như xe tăng đi trong rừng. Tường trình về sơ đồ di chuyển của một con tê giác giãy chết cho thấy con tê giác rất to khỏe, khi nó nằm xuống thì cả những cây tre (nứa) rất lớn và khoẻ phải nằm rạp hẳn trên mặt đất, như thể có xe ủi cán qua, đã đẩy chúng qua một bên, bị gãy dập thành dạng chữ U khi con tê giác đã nằm đè lên nó, khi ngã xuống và bị vướng vào, nếu nó để bụng vướng vào hoặc đè lên những cây tre này nó có thể đã bị ngạt thở mà chết. Con tê giác đã di chuyển xung quanh trước khi nó chết, nó đã vật vã, và nó đã chuệch choạc va chạm, xô ngã vào cây cối xung quanh, nó đã vật lộn và cọ xát với thảm thực vật xung quanh.

### Tập tính
Tê giác một sừng là loại thú quý hiếm, khắp núi rừng chỉ có loài này là khá kỳ lạ, sống mạnh mẽ đơn phương như một dòng dõi động vật lớn, không bầy đàn. Tê giác là động vật to lớn, khỏe mạnh, hiền lành, bản năng của tê giác là ngày nằm nghỉ, tối đi ăn, chúng là loài sống khá hiền, nó không làm hại các loài vật xung quanh, nó thường tránh xung đột đối với tất cả loài chim và các loài động vật, gia súc đến cả những bầy chim, bầy vịt. Chúng rất nhút nhát và thường trốn chạy vào trong rừng rậm mỗi khi con người tới gần. Dù điều này là đặc điểm rất hữu ích khi đứng trên quan điểm bảo tồn, nhưng nó lại gây khó khăn cho việc nghiên cứu chúng, tuy vậy, cũng có những con tê giác thấy người nhưng không bỏ đi khi chúng biết không phải là mối đe dọa.
Nhìn chung, những con tê giác sẽ thường tránh xa con người và thường bỏ chạy khi đánh hơi thấy con người, nhưng chúng có thể sẽ tấn công con người nếu cảm thấy nguy hiểm, một phần là do chúng có thị lực kém, khó nhìn ra mối nguy nên có phản ứng phòng vệ tiêu cực, nhất là khi con người tiếp xúc quá gần thì chúng có thể trở nên hung dữ, cộc cằn và sẽ tấn công hoặc khi con người cố tiếp cận con còn non của tê giác mẹ thì chúng cũng sẽ rất hung hăng và tấn công, chúng sẽ cắn bằng răng cửa hay hàm răng dưới và dùng đầu húc mạnh lên phía trên, điều này rất nguy hiểm vì sừng chúng lớn và sắc nhọn. Nhiều người dân tộc cho biết, ngày trước con người và tê giác cùng sống hiền hòa dưới một tán rừng, nhưng từ ngày bị con người lùng sục, săn bắn, tê giác dần trở nên hung dữ và có trường hợp người đi rẫy đã bị tê giác tấn công, và khi bỏ chạy khỏi phạm vi an toàn của con tê giác thì con tê giác không tiếp tục đuổi theo.
Ngâm mình trong bùn (tắm bùn) là hoạt động thường thấy của tất cả các loài tê giác nói chung và tê giác ở Việt Nam nói riêng, việc này cho phép chúng duy trì nhiệt độ cơ thể luôn mát mẻ, thoải mái và giúp chúng chống được bệnh tật và sinh vật ký sinh. Tê giác Việt Nam thông thường không tự đào bãi ngâm bùn của riêng chúng, mà thích sử dụng bãi ngâm của những con vật khác hay các hố xuất hiện tự nhiên, được chúng dùng sừng để mở rộng, chúng thường hay lui tới các vũng bùn lầy cạnh những bụi lồ ô đã được chúng sử dụng. Một thói quen khá lạ của tê giác ở Việt Nam là chúng bới đất chôn phân như loài mèo hoặc đá văng tung tóe chứ ít khi để nguyên đống, phân chúng còn dùng để đánh dấu lãnh thổ, phân tê giác thường còn nguyên những đoạn cây lá rừng, lổn nhổn, dài hơn đốt ngón tay trông như xác bã trà, khi khô, chúng khá thơm mùi thuốc bắc, cũng chính vì điều này mà trước đây, có không ít người đồn thổi công dụng của phân tê giác rồi lén lút hốt về xào xáo lên phơi khô và ngâm rượu uống. 

### Sinh thái
Phạm vi chỗ ở của những con đực rộng hơn, khoảng 12–20 km², so với con cái ở chỉ khoảng 3–14 km² (bao gồm cả con non). Sự chồng lấn lẫn nhau về lãnh thổ của những con đực ít hơn những con cái, tuy nhiên người ta vẫn chưa được biết về những cuộc tranh giành lãnh thổ nếu có diễn ra. Những con đực đánh dấu lãnh địa của chúng bằng phân và nước tiểu, những vết cào trên mặt đất bằng chân và những cây con bị vặn vẹo qua cũng có thể được sử dụng cho mục đích thông tin về sự hiện diện của vị chủ nhà này Chúng chủ yếu sinh sống ở các vùng rừng mưa rậm rạp trên đất thấp, những vùng lau sậy và cỏ cao vốn rất nhiều cạnh các con sông, những vùng bãi bồi triền sông rộng lớn, hay những khu vực ẩm ướt với nhiều bãi bùn. Dù trong lịch sử, chúng thích sống ở những nơi thấp, thì phân loài ở Việt Nam đã di chuyển lên nơi cao hơn (2.000 m) bởi sự xâm lấn và săn bắt của con người.
Trong quá khứ chúng đã từng sinh sống trong những rừng mưa vùng đất thấp, vùng đồng cỏ ẩm ướt và các bãi bồi triền sông rộng lớn. Sự thu hẹp nơi cư trú, đặc biệt do hậu quả chiến tranh, như Chiến tranh Việt Nam tại Đông Nam Á đã tàn phá sinh cảnh bằng bom đạn và chất độc da cam, cũng góp phần làm suy giảm và cản trở việc khôi phục phân loài này. Khu vực sinh sống của tê giác tại Việt Nam đến năm 1999 chỉ còn lại 6.500 ha, chưa bằng 10% diện tích 10 năm trước đó. Sinh cảnh dành cho tê giác vốn từ diện tích 75.000ha khi tê giác được phát hiện tái xuất năm 1988 chỉ còn rộng chưa tới 30.000ha, thực tế con vật chỉ còn không gian khoảng 6.500ha do các hoạt động của con người. Ngoài ra, những thợ săn và khai thác gỗ địa phương ở Campuchia khẳng định rằng họ đã từng nhìn thấy tê giác một sừng trên dãy núi Kravanh, nhưng những khảo sát khu vực này đã không thể tìm ra bất cứ dấu hiệu nào của chúng
Trong những cánh rừng mưa nhiệt đới dày đặc ở phía Tây Nam của Việt Nam là vùng rừng Cát Lộc, đã có một cá thể tê giác từng đi lang thang. Cá thể cái này là thành viên cuối cùng của phụ họ tê giác tại Việt Nam và nơi đây là ngôi nhà của nó. Con tê giác cuối cùng hàng ngày đi lang thang qua hàng ngàn hec-ta rừng, một khoảng cách rộng hơn rất nhiều mà loài động vật ăn cỏ này thường di chuyển, như thế là nó còn có nơi để chạy. Có nhiều lạch nước và sông để tắm và rất nhiều thức ăn như cây mây, một loại cây dây leo mọc khắp nơi trong rừng, cá thể tê giác cuối cùng đã trải qua những ngày rong ruổi trên khắp hàng ngàn hecta rừng, một phạm vi thật rộng lớn so với một loài ăn cỏ như nó. Nhưng sau cùng cá thể cái này cũng trở lại nơi đó, nơi đã từng có rất nhiều con suối và những dòng sông mà nó có thể đằm mình với rất nhiều thức ăn tìm thấy ở khắp mọi nơi. 

### Chế độ ăn
Chúng ăn nhiều loại thực vật khác nhau, đặc biệt thích ăn các bộ phận của cây như chồi, lá non, cành con và quả chín. Nguồn thức ăn chủ yếu của chúng là cỏ, củ, rễ, lá cây, kể cả cành cây nhỏ có gai. Hầu hết các loại cây mà chúng ưa thích đều mọc ở nơi nhiều ánh sáng, các khoảng rừng thưa, cây bụi và các thảm thực vật mà không có cây lớn khác. Chúng thường hạ đổ những cây con rồi lấy thức ăn bằng chiếc môi trên cử động được. Chúng là loài thích nghi nhất cho việc kiếm ăn ở các loài tê giác. Chúng ăn khoảng 50 kg thức ăn mỗi ngày và chúng cũng không cạnh tranh thức ăn với các loài thú khác. Chúng rất hiền lành, là loài thú không ăn thịt động vật, chỉ ăn đọt mây, măng tre, và một số lá cây khác để sinh sống, nó thường tắm bùn và liếm đất tìm chất khoáng. Những bãi liếm đất mặn cũng rất quan trọng với chúng bởi đây là nơi cung cấp các chất khoáng thiết yếu. Tê giác là loài vật kiếm ăn, uống nước rất chọn lọc, nguồn nước uống của nó phải có chất khoáng Vùng sình lầy Bàu Chim là nơi có dòng nước khoáng nên tê giác thường kéo về đây uống nước, con tê giác thường hay về tắm bùn và ăn chất khoáng, chúng còn chúng thích ăn cây mây, một loại cây dây leo mọc khắp nơi trong rừng hay song mây, là loài dây deo thân gỗ có thể tìm thấy ở khắp nơi. 

### Sinh sản
Chúng là loài động vật sống đơn độc, ngoại trừ những cặp giao phối và mẹ cùng con non. Loài tê giác Việt hầu hết thời gian sống đơn độc, trừ khi kết đôi và nuôi dạy tê giác con, dù rằng thỉnh thoảng chúng có thể tập hợp thành bầy gần các bãi đằm, bãi bùn hay bãi liếm đất mặn. Trong môi trường hoang dã thì tuổi thọ của tê giác khoảng 40-45 năm, tuổi sinh sản 4-5 năm, thời gian có chửa 16-18 tháng, khoảng 3-4 năm đẻ 1 lứa, mỗi lứa đẻ một con. Khu vực tê giác đẻ nằm ngay gần mép nước, xung quanh cây cối và cỏ được tê giác mẹ giẫm đạp bẹp xuống tạo thành một cái ổ êm cho tê giác con nằm, cái ổ ấy rất sạch. Tê giác con nhìn giống như chú heo ăn nhiều béo tốt, nó kêu héc héc, rúc rúc vào bụng của mẹ nó bú. Tê giác mẹ chỉ kêu heng héc, sau mấy ngày thì tê giác mẹ sẽ dẫn con vào rừng. Tê giác một sừng có thói quen sinh tồn là khi đi trong rừng, tê giác con luôn đi trước còn mẹ ở phía sau, đi đến đâu, tê giác mẹ lại xóa dấu chân tê giác con đi, tê giác mẹ làm vậy cũng là để xóa dấu vết của con lưu lại trên đường, tránh các loại thú ăn thịt khác theo dõi, do vậy, nhiều người theo dấu quan sát đi theo dấu chân xem mẹ con tê giác đi đâu nhưng chỉ thấy dấu chân to bè của tê giác mẹ và nghĩ tê giác con đã chết hay bị lạc rồi.

## Ghi nhận

### Trong lịch sử
Trong lịch sử thời phong kiến, những sử sách Trung Hoa ghi chép xứ Giao Chỉ là nơi có nhiều tê giác (bao gồm cả loài tê giác một sừng và tê giác hai sừng) và dân bản địa vẫn thường phải cống nạp sừng tê cho các triều đại ở Trung Hoa. Loài tê giác này từng bị người bản địa săn bắn để lấy sừng (sừng tê). Trong thời kỳ chính quyền Trung Quốc đô hộ ở thời kỳ Bắc thuộc và thuộc Minh, những người dân bản địa bị buộc phải lên rừng săn bắn để đem sừng tê giác nộp về cho người Trung Quốc (sừng tê và ngà voi). Trong giai đoạn người Việt độc lập, những vương triều ở Việt Nam tiếp tục cử người đi săn bắn tê giác để lấy sừng tê cống nạp cho thiên triều phương Bắc.
Y học phương Đông tin rằng, sừng tê giác có tác dụng cải tử hoàn sinh và tăng cường khả năng tình dục, máu tê giác chữa được bách bệnh, da tê giác có tác dụng hút được nọc độc nơi vết thương do rắn cắn và có tác dụng thanh nhiệt, giải độc, định kinh, thường dùng trong trường hợp sốt quá cao hóa điên cuồng, sốt vàng da, thổ huyết dẫn đến việc săn loài thú này để lấy sừng. Tuy nhiên theo một nghiên cứu của Trung Quốc thì sừng tê giác không khác gì sừng trâu và theo nghiên cứu của giáo sư Đỗ Tất Lợi thì các công dụng như trị ung thư hay cường dương đều không thấy nhắc đến trong bất kỳ sách vở y học nào của Việt Nam hay Trung Quốc.

### Thời Pháp thuộc

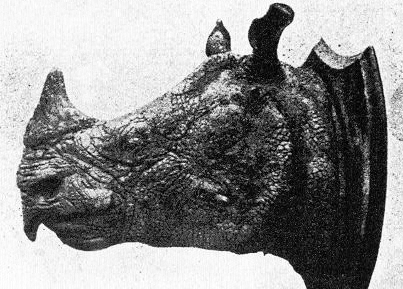
Tiêu bản tê giác Việt Nam năm 1941

các thông tin về tê giác một sừng có sinh sống ở Việt Nam cũng chỉ dừng lại ở mức phát hiện và chứng kiến sự diệt vong của tê giác. Dù vậy, có nhiều bằng chứng chứng minh tê giác xuất hiện nhiều tại khu vực Nam Trung Bộ Việt Nam trong giai đoạn 1850-1900, lưu vực sông Đồng Nai có dấu vết còn sót lại của chúng. Vào đầu thế kỉ 19, tê giác xuất hiện chỉ cách Sài Gòn khoảng 61 km. Cho đến những năm 1920, chỉ còn lại một số cá thể tại khu vực Biên Hòa và lưu vực sông Đồng Nai, sau đó dần biến mất kể từ những năm 1930. Vào năm 1930, một khách du lịch đã phát hiện thấy dấu vết tê giác trong rừng Trao Bao ở cao nguyên Đắc-Lắc nhưng 42 giờ sau đó thợ săn bản địa lóc thịt con tê giác nặng 2,4 tấn này. Ông Henry Demonostrol đã tìm thấy dấu vết tê giác ở Bàu Cá (cách Sài Gòn khoảng 61 km) vào năm 1932, căn cứ theo tài liệu của người Pháp thì từ 1900-1930 ở Đông Dương bắn được 30 con tê giác, năm 1939 còn phát hiện tê giác một sừng ở Sơn La.
Người dân tộc S'Tiêng và Châu Mạ ở thôn 3, thôn 4 xã Phước Cát 2 là những cư dân sống lâu đời tại vùng rừng Cát Lộc thuộc Vườn Quốc gia Cát Tiên và mọi người già trong làng đều cho hay trước đây rất thường gặp tê giác đi kiếm ăn. Già K'Nưa cho biết hồi nhỏ đã nghe bố mẹ kể lại. Ông bà, tới bố mẹ nói đi rừng là gặp tê giác, không biết đó là tê giác đâu chỉ biết nó là con thú lớn, dặn con cháu đi rừng thấy nó đi đường này là phải tránh đường khác mà đi, sau này họ cũng dặn con cháu như thế. Theo già Điểu K'Giang, hàng chục năm về trước, ở cánh rừng Cát Lộc thuộc khu bảo tồn Vườn Quốc gia Cát tiên (Lâm Đồng, Đồng Nai) có nhiều loài chim, thú hoang dã sinh sống, một trong những con vật mà được dân bản quý mến nhất là con tê giác Pai ro mhai (tiếng người S'Tiêng gọi con tê giác).
Những già làng người dân tộc S'tiêng vẫn nhớ những câu chuyện về loài tê giác một sừng tại Việt Nam, già Điểu K'Nưa ở thôn 3 cho biết từ nhỏ đã gặp tê giác trong rừng, không nhớ hết mấy lần vì nhiều lắm, không nhớ chính xác được, già Điểu K'Giang kể rất nhiều về con tê giác, những lần con tê giác giáp mặt với con người, nhiều lần con tê giác từ rừng về căn chòi của già và người S'Tiêng nơi đây. Lần đầu tiên phát hiện con tê giác khi nó xuất hiện với đàn trâu làng, đứng từ trên đồi nhìn xuống chỗ vũng sình lầy thì thấy đàn trâu làng đông hơn mọi khi, quá ngạc nhiên vội vàng lại gần để xem và phát hiện có con tê giác, từ đó, người dân mới biết ở cánh rừng Cát Lộc có tê giác sinh sống, nơi con tê giác từng dừng chân uống nước, kiếm thức ăn, nghỉ ngơi. 

### Trước năm 1990
Phân loài tê giác Java một sừng từ năm 1960, giới khoa học cho rằng đã không còn tại Việt Nam Trước những năm 1980 của thế kỷ 20, người ta từng tuyên bố loài tê giác đã tuyệt chủng ở Việt Nam. Khi kết thúc Chiến tranh Việt Nam, phân loài tê giác Việt Nam được coi là đã tuyệt chủng trên toàn khu vực châu Á cũng như phần đất liền châu Á cho đến năm 1989 thì phân loài này mới lại được tìm thấy. Tê giác Việt Nam được cho là tuyệt chủng ở khu vực Đông Nam Á cho đến khi những người thợ săn giết chết một con vào năm 1988, khi người ta phát hiện một con tê giác bị săn bắn vào năm 1988 tại khu vực Cát Tiên. Lúc này, Điểu K'Giang khẳng định tê giác vẫn còn sống ở rừng già Cát Lộc nhưng, những phát biểu của lão nông không địa vị này hầu như không mấy ai bận tâm, chỉ cần mình ông biết, tê giác vẫn còn sống ở vùng rừng Cát Lộc quê ông.
Từ đầu những năm 1980 trở về trước không có một tài liệu nghiên cứu nào. Nhưng những thông tin về loại thú này chỉ xuất hiện lại từ năm 1982, khi người ta phát hiện một con tê giác bị sát hại tại khu rừng giáp ranh giữa Cát Tiên và Bảo Lộc. Đến năm 1988 khi người dân tộc sống trong vùng rừng huyện Cát Tiên và Bảo Lộc báo có dấu chân thú lạ, nghi là của loài thú lớn, thú cổ xưa thì lúc này cơ quan chức năng và kiểm lâm của tỉnh Lâm Đồng mới chú ý. Năm 1988, qua tin báo của một số người dân tộc về việc thấy dấu chân một loài thú lớn tại khu rừng Cát Lộc, các cán bộ Chi cục Kiểm lâm Lâm Đồng đã điều tra và khẳng định có một quần thể tê giác đang sinh sống tại đây. Vào năm 1988, người ta phát hiện một con tê giác đã trưởng thành bị bắn chết ở vùng Cát Lộc này thì một số người mới sực nhớ tới tuyên bố của Điểu K'Giang, trong khi nhà chức trách xem phát hiện này là một niềm vui, vì điều đó chứng minh tê giác một sừng ở Cát Lộc vẫn còn thì Điểu K'Giang xem đây là điều hết sức tồi tệ.
Một nhân chứng cho biết, lần đầu tiên nhìn thấy tê giác vào 1985, có một cặp, chúng thường dẫn nhau về khu vực Bàu Chim, Bàu Đằng Giang uống nước rồi đầm mình đến chiều tối mới dẫn nhau vào rừng kiếm ăn, ba năm sau, cặp tê giác đó đã đẻ được một con, gia đình tê giác vẫn ở khu vực Bàu Chim, vẫn đầm mình, uống nước vào buổi sáng, chiều tối lại tìm đường trở vào rừng kiếm ăn. Già Điểu K'Nưa còn nhớ lần cùng cả làng đi xem tê giác đẻ vào năm 1998, khi mới xong mùa bắp, nghe có tê giác về đẻ ở Bàu Chim, cùng người trong làng chạy ra trèo lên cây xem, thấy mọi người đến xem, tê giác mẹ chỉ kêu heng héc. Khu vực Bàu Chim nằm giữa hai quả đồi, là nơi có dòng nước khoáng nên tê giác thường kéo về đây uống nước, tê giác về uống nước nhưng sáng ra xem thì thấy có một con tê giác con là biết đêm qua nó đẻ. Đã thấy tê giác nhiều lần nhưng chưa khi nào được xem tê giác con mới đẻ nên K'Giang kêu người làng ra xem, họ trèo lên cây chỉ cách xa chỗ tê giác đẻ chừng 50m.
Vào năm 1984, ở đầu nguồn suối Jung Bo thuộc địa phận Bắc Cát Tiên có một con tê giác bị giết chết, từ đó, những dấu vết về tê giác thuộc rừng Nam Cát Tiên hiện dần lên qua lời kể của đồng bào dân tộc ít người tại chỗ và những đống phân tê giác còn lưu lại. Những thông tin thu thập được đã chứng minh sự hiện hữu của loài tê giác một sừng tại Việt Nam. Đã có nhiều đoàn khảo sát đi tìm dấu vết tê giác ở Lâm Đồng, Sông Bé với khu vực được xác định là rừng Nam Cát Tiên. Một nhóm phóng viên của Đài truyền hình Lâm Đồng cũng theo chân một người đi dẫn đường tại Cát Tiên lần tìm dấu vết tê giác vào năm 1986, và họ chỉ quay được vài dấu chân và lấy được một ít phân tê giác. Trong khi những người đi tìm dấu vết của loài động vật cực kỳ quý hiếm này chưa tận mắt chứng kiến một con tê giác sống thì năm 1988 thêm một con bị bắn ở Phước Cát 2, huyện Cát Tiên. Ba năm sau, 1989, dân tộc Stiêng ở Bù Đăng (Sông Bé) lại bắn hạ thêm một con tê giác nữa.
Sau khi thực hiện điều tra, theo dấu chân tê giác nhiều năm, Viện Điều tra quy hoạch rừng, Cục Kiểm lâm, Chi cục Kiểm lâm tỉnh Lâm Đồng đã khẳng định còn một quần thể tê giác ở khu vực rừng Cát Lộc, thuộc Vườn Quốc gia Cát Tiên. Lúc này vấn đề bảo vệ loài tê giác một sừng mới được quan tâm. Năm 1989, các nhà nghiên cứu dự đoán ít nhất 10-15 cá thể sống ở khu vực Cát Tiên trên diện tích chưa tới 75.000ha, dựa trên quan sát thực địa, phỏng vấn người dân và quan chức. Số liệu khác ước tính có một quần thể đơn lẻ, ước lượng dưới 12 con, sống tại khu vực rừng đất thấp trong Vườn quốc gia Cát Tiên. Trong một nỗ lực bảo tồn loài tê giác đang đứng trước bờ vực tuyệt chủng vì nạn săn bắn trộm để lấy sừng, năm 1989, các nhà động vật học trong nước và quốc tế đã công bố, ở Cát Lộc loài tê giác một sừng còn khoảng từ 10-15 con.
Tháng 12 năm 1992, dấu vết của tê giác tại rừng Cát Lộc được khẳng định rõ hơn qua chuyến khảo sát của Kiểm lâm Lâm Đồng tại địa phận rừng Bắc Cát Tiên, nhóm khảo sát thực địa đã phát hiện luồng di chuyển của tê giác, chụp hình được các dấu chân của bầy tê giác khoảng năm con với dấu chân to nhất có đường kính 325 cm và nhỏ nhất là 16 cm. Những dấu vết khẳng định hiện còn khoảng 8-10 con tê giác ở Việt Nam và nơi sinh sống cuối cùng của chúng là rừng Cát Lộc Lâm Đồng-Sông Bé. Các cán bộ kiểm lâm của tỉnh Lâm Đồng khoanh vùng tê giác sinh sống bằng cách thấy dấu chân tê giác đi tới đâu thì khoanh rừng đến đó, như vậy, sau sự kiện năm 1989 thì sự kiện năm 1992 đã minh xác rõ ràng hơn về sự hiện diện của loài tê giác ở Việt Nam và kéo theo những điều tra, khảo sát của quốc tế đến Việt Nam.
Tới năm 1999, các phân tích của WWF và rừng quốc gia Cát Tiên kết luận còn ít nhất bảy cá thể, và nhiều nhất tám cá thể tê giác ở Cát Lộc, sống trong diện tích khoảng 6.500ha. Tháng 5 năm 1999, thông qua bẫy ảnh (camera trapping), bảy tấm ảnh đầu tiên chụp hình ảnh một cá thể tê giác tại khu Cát Lộc được chính thức công bố vì đã chụp được tất cả bảy tấm hình đầu tiên của tê giác một sừng từ bẫy ảnh. Khu bảo tồn Tây Cát Tiên và Nam Cát Tiên và có một con tê giác một sừng được chụp bằng bẫy ảnh ở đây năm 1999. Qua đo đếm dấu chân và phân tích, năm 2002, chuyên gia công bố quần thể tê giác một sừng tại Cát Lộc có 2-3 cá thể rồi Vườn Quốc gia Cát Tiên chính thức công bố có một quần thể tê giác sinh sống tại khu vực Cát Lộc với khoảng 3-5 cá thể. 

### Thập niên 2000
Vào năm 2006, lực lượng Kiểm lâm Vườn quốc gia Cát Tiên lần đầu tiên quay được hình một con tê giác, nhiều chuyên gia cho rằng quần thể tê giác tại khu Cát Lộc còn ít nhất từ 03 con trở lên, thậm chí có ý kiến cho rằng, còn từ năm đến sáu con nhưng cũng có ý kiến cho rằng thực chất nó chỉ còn có 01 con và không còn giá trị để bảo tồn. Cũng chỉ có vài người được tận mắt nhìn thấy tê giác tại Vườn Quốc gia Cát Tiên. Hơn tám năm làm kiểm lâm đóng tại trạm Phước Sơn đã ba lần giáp mặt với tê giác. Cán bộ của Vườn Quốc gia Cát Tiên tiếp tục chụp hơn 20 tấm ảnh, quay những đoạn phim dài 5 phút về loài tê giác một sừng trong năm 2006. Một cán bộ kiểm lâm Vườn Quốc gia Cát Tiên là người trong số đó tận mắt nhìn thấy tê giác, nhân chứng thấy được tê giác trong một chuyến đi rừng để điều tra và giám sát tê giác vào cuối tháng 11 năm 2006 tại khu đồi Đình Rách thuộc thôn 3, xã Phước Cát 2, khoảng 1g30 thì thấy một con tê giác lừng lững nặng hơn 1 tấn lấp ló đang ăn cách hơn 10m và lấy máy quay phim quay phim được chừng 5 phút thì bị con tê giác phát hiện và bỏ chạy.
Từ tháng 1 năm 2007 đến hết năm 2008, các cán bộ khoa học và kiểm lâm của Vườn Quốc gia Cát Tiên tiếp tục ghi nhận và thu thập được hơn 20 dấu chân và phân của tê giác tại các vùng như đồi điều nhà già làng K'Giang, suối Chín Lưỡng, bàu Đình Rách, Suối Lớn, Suối Tre, bàu khoáng Phước Sơn. Tháng 3 năm 2008, nhận được tin báo của người dân về một con tê giác bị mắc bẫy trong rừng, đã tổ chức điều tra nhưng sau nhiều ngày điều tra, cơ quan chức năng không phát hiện dấu vết của tê giác bị mắc bẫy. WWF và Vườn Quốc gia Cát Tiên đã tiến hành khảo sát sâu về loài tê giác một sừng từ tháng 10 năm 2009 đến tháng 4 năm 2010. Các con chó nghiệp vụ từ nước ngoài đã được đưa về để tăng khả năng tìm ra các mẫu phân. Đội đã tìm kiếm trên diện tích 6.500ha với ba lần/tuần và mở rộng ra thêm 3.500ha nữa, dù khu vực này đã không có dấu hiệu của tê giác kể từ năm 1993. Đây có lẽ là lần người ta mới chỉ ghi nhận đúng một lần nhìn thấy tê giác ở Việt Nam từ 2008.
Cuộc đầu tiên do trường Đại học Queen của Canada thực hiện năm 2004 đã nhận định có ít nhất hai con tê giác còn sống tại Vườn Quốc gia tại thời điểm đó, sau đó là cuộc điều tra quần thể loài tê giác Java thứ hai tại Việt Nam vào năm 2010. Khoảng thoáng 10 năm 2009 cho đến tháng 3 năm 2010, có một dự án truy tìm phân của tê giác để xác định xem là hiện nay, quần thể tê giác tại Việt Nam còn bao nhiêu. Mẫu phân mà xác định được đã gửi sang Canada để phân tích DNA xem hiện còn bao nhiêu con. Từ giữa tháng 10 năm 2009, Sarah Brook đại diện WWF và Simon Mahood cùng cán bộ Vườn Quốc gia Cát Tiên đã dùng hai chó nghiệp vụ có tên Chevy và Pepper thuê của Mỹ để điều tra, tìm kiếm dấu chân, dấu phân của tê giác tại khu vực Cát Lộc. Kết quả qua bốn tháng, nhóm nghiên cứu đã thu thập được 22 mẫu phân của tê giác tại vùng Cát Lộc. Sau khi điều tra, họ có chung kết luận: chỉ còn một cá thể tê giác một sừng tại khu vực Cát Lộc.
Về phía WWF thì ngoài việc phân tích DNA từ phân của con tê giác đã chết có trùng với mẫu phân của con tê giác đã phát hiện vào tháng 2 hay không, liệu hai con tê giác ấy có phải là một hay không mới có kết quả chính xác nhât Các mẫu phân này được gửi sang Trường Đại học Queen ở Canada để phân tích DNA xem còn bao nhiêu cá thể tê giác tại Vườn Quốc gia Cát Tiên. Tính đa dạng trong các mẫu này (22 mẫu phân) ban đầu cho thấy rằng ít nhất có hai cá thể còn sống ở Cát Tiên trong thời gian 2003-2006. Ngay sau chuyến khảo sát và nghiên cứu, các chuyên gia khảo sát đã cùng thống nhất kết luận chắc chắn Vườn Quốc gia Cát Tiên chỉ còn lại duy nhất một cá thể tê giác nhưng cán bộ Vường quốc gia thời điểm đó không dám công bố vì phải đợi kết quả phân tích DNA của các mẫu vật cho chắc chắn.
Phía Vườn quồc gia Cát Tiên vẫn đưa ra con số là hiện có khoảng 3 đến bốn con, nhưng on số này cũng không chắc vì bức ảnh chụp gần đây nhất vào năm 2005 cũng chưa phát hiện ra được, chưa có ảnh nào khác chụp tê giác từ thời điểm đó, tất cả chỉ là phỏng đoán và là con số do Vườn Quốc gia Cát Tiên đưa ra. Tháng 4 năm 2010, Vườn Quốc gia Cát Tiên và WWF gửi 20 mẫu phân tê giác tới Đại học Queen để phân tích. Cuối tháng 4 năm 2010, phát hiện bộ xương tê giác một sừng tại khu vực Cát Lộc. Cùng với 22 mẫu phân thu thập được trước đó, mẫu xương của cá thể tê giác chết được gửi qua Trường Đại học Queen (Canada) để phân tích DNA và cho kết quả: tất cả mẫu vật trên đều thuộc về một cá thể tê giác đã chết. Kết quả phân tích gien của 22 mẫu phân do nhóm khảo sát của WWF và Vườn quốc gia Cát Tiên thu thập từ năm 2009 đến năm 2010 cho thấy, tất cả các mẫu phân này đều thuộc về xác cá thể tê giác được tìm thấy tại vườn vào tháng 4 năm 2010.
Những cuộc tìm kiếm tê giác trong tự nhiên tại Vườn quốc gia Cát Tiên vẫn tiếp diễn. Những người tìm kiếm tin rằng ở đâu đó trong những cánh rừng già vẫn còn những cá thể, thậm chí quần thể tê giác đang sinh sống nhưng chưa thấy. Giáo sư Đặng Huy Huỳnh cho hay những hình ảnh tư liệu ghi lại từ năm 2002-2005 chứng tỏ có 1 quần thể lớn. Trong số đó có hai con non nên không thể vì trong một thời gian ngắn mất dấu đã vội đưa ra kết luận tuyệt chủng. Tê giác sống tại Cát Tiên hàng trăm năm mà đến tận năm 1991 mới được phát hiện, điều này chứng tỏ chúng ẩn mình rất giỏi . Đội tuần tra tê giác tại Vườn Cát Tiên cũng hoạt động. Mỗi tháng hai chuyến tuần tra rừng được tiến hành, đội này trở về đội khác ngay lập tức lên đường. Tất cả đều cùng hy vọng tê giác vẫn còn để tiến hành công tác bảo tồn, gìn giữ cho những thế hệ con cháu mai sau dù rằng nhiều chuyên gia nước ngoài lại nhận định rằng ở Việt Nam nay đã không còn có tê giác sinh sống nữa.

## Việc bảo tồn

### Hiện trạng
Tê giác một sừng được ghi nhận ở nhiều nơi Lai Châu (Mường Tè, Mường Lay), Sơn La (Sông Mã), và các vùng thuộc Trung Bộ, Nam Bộ: Đắk Lắk (Đắk Nông, Đắk Min, Ea Súp), Đồng Nai (Nam Cát Tiên), Bình Phước (Bù Gia Mập), hiện nay các nơi này hầu như không còn. Kể từ năm 1975, chính sách đưa người từ miền Bắc vào Khu Kinh tế mới đã làm tăng dân số và thúc đẩy xuất khẩu các mặt hàng nông sản dẫn đến sinh cảnh của các loài động vật hoang dã và tê giác, bị phá vỡ. Số lượng tê giác giảm đến 90% chỉ trong vòng 10 năm (1989-1999), chỉ còn lại vài dấu vết tại phía Tây Cát Lộc. Dân số tăng nhanh, môi trường của tê giác bị thu hẹp, thay đổi, nguồn nước bị hạn chế, đều khiến cuộc sống của tê giác thay đổi lớn.
Vào thời Pháp thuộc, số tê giác vẫn còn nhiều ở Việt Nam, nhưng sau chiến tranh chống Pháp và Mỹ, với các dụng cụ săn bắn hiện đại hơn, số tê giác một sừng giảm mạnh và ít nhất 39 con đã bị giết ở khu vực rừng Cát Tiên từ 1957-1991. Theo thống kê của các cơ quan chức năng thì từ năm 1952 đến 1979, đã có đến 19 con tê giác bị giết hại tại Việt Nam. Năm 1962, một con tê giác bị bắn hạ tại Phước Long và chiếc sừng của nó bán được 500 ngàn đồng (bằng 50 cây vàng). Năm 1964, dân địa phương kể lại chuyện gặp dấu chân tê giác tại suối Cọp ở sông Mã. Từ năm 1982 đến 1991 có trên dưới năm con tê giác ở rừng Nam Cát Tiên bị giết hại, chính huyền thoại về sừng tê giác, về những gì tê giác đem lại đã kích thích sự săn lùng loài động vật to lớn này một cách quyết liệt.
Loài tê giác Java nói chung đã được cho là tuyệt chủng ở khu vực Đông Nam Á cho đến khi những người thợ săn giết chết một con vào năm 1988 cũng đã thể hiện tình trạng chúng bị săn bắn. Tại Vườn Quốc gia Cát Tiên, đã có 40 con tê giác bị giết hại bằng súng trường bởi người dân địa phương từ năm 1957 cho đến năm 1991 và không phát hiện thêm vụ việc nào kể từ đó cho đến khi phát hiện xác cá thể cuối cùng vào năm 2010 vì đã không còn tê giác để mà bắn. Đã có nhiều cuộc điều tra, khám phá của quốc tế đến Việt Nam để tìm hiểu về con tê giác này. Năm 2009, WWF cùng đội ngũ kiểm lâm sử dụng hai con chó nghiệp vụ được mang từ Mỹ về Việt Nam để tìm kiếm tê giác một sừng thể hiện qua mẫu phân, ngay sau khi kết thúc khảo sát thì cá thể này bị bắn chết vào năm 2010 và được cho là cá thể cuối cùng của phân loài này được biết đến ở Việt Nam.

### Hoạt động
Vườn quốc gia Cát Tiên tại Đông Nam Bộ, Việt Nam được thành lập vào năm 1992. Cát Tiên vào thời điểm đó có quần thể tê giác Java một sừng Việt Nam với tên khoa học là Rhinoceros sondaicus annamiticus cuối cùng trên thế giới trong khi chúng đã tuyệt chủng bên ngoài Việt Nam. Nằm trên địa bàn ba tỉnh Đồng Nai, Lâm Đồng và Bình Phước, cách Thành phố Hồ Chí Minh 150 km về phía Bắc, vườn quốc gia Cát Tiên có đặc trưng là các khu rừng mưa đất thấp ẩm ướt nhiệt đới. Loài tê giác một sừng (tê giác Java Việt Nam) sống tại khu vực Cát Lộc của vườn quốc gia, đã được Sách đỏ Việt Nam xếp vào hạng cao nhất - E (Endangered - Nguy cấp), nhưng vẫn kém hơn so với hạng Cực kỳ nguy cấp của Sách đỏ IUCN, chúng về lý thuyết đã được pháp luật bảo hộ.
| Năm      | 1989  | 1991 | 1993 | 1998 | 1999 | 2001 | 2005 | 2007 | 2010 | 2011 |
| Số lượng | 10-15 | 8-12 | 7-9  | 5-7  | 7-8  | 5-8  | 2-7  | 4-5  | 1    | 0    |

Tin Cát Lộc vẫn còn tê giác một sừng nhanh chóng loan khắp thế giới gây chấn động các nhà động vật học. Từng đoàn chuyên gia thuộc nhiều tổ chức trên thế giới, trong đó có WWF, đổ về vùng đất của người S'Tiêng để kiểm chứng. Sau khi có đủ căn cứ để kết luận tê giác một sừng tại Việt Nam chưa tuyệt chủng, một khu bảo tồn loài động vật đặc biệt này ở Việt Nam nhanh chóng được triển khai ở Cát Lộc trong nỗ lực cứu vớt cuối cùng của các nhà khoa học. Các chuyên gia bảo vệ động vật hoang dã thuộc Quỹ bảo tồn động vật hoang dã (WWF), Vườn Quốc gia Cát Tiên cũng đã thành lập đoàn nghiên cứu, tìm hiểu để bảo tồn, Những nhà khoa học trong và ngoài nước cũng như hơn 100 cán bộ kiểm lâm Vườn Quốc gia Cát Tiên sau hàng chục năm nghiên cứu, lội rừng. Trước thông tin tê giác một sừng còn tồn tại ở Việt Nam, Quỹ bảo vệ động vật hoang dã thế giới (WWF) quyết định tài trợ cho chương trình khảo sát và tuyên tuyền bảo vệ loài tê giác tại Việt Nam.
Từ năm 1998, có rất nhiều tổ chức nước ngoài rót tiền vào Vườn quốc gia Cát Tiên để bảo tồn các loại động vật hoang dã quý hiếm, trong đó có tê giác. Chỉ tính riêng Chính phủ Hà Lan đã hỗ trợ 6,5 triệu USD, trong số này, dành một phần ngân sách khá lớn để bảo tồn tê giác. Một số chuyên gia về tê giác ở các nước được mời qua giúp Việt Nam nghiên cứu. Đầu những năm 1990, ông Haryono, chuyên gia về tê giác một sừng của Vườn Quốc gia Ujung Kulon, Indonesia đã cùng các cán bộ kiểm lâm đi sâu vào khu rừng Cát Lộc và nhóm nghiên cứu khẳng định có một quần thể tê giác một sừng của Việt Nam sinh sống tại đây và đang trong tình trạng "cực kỳ nguy cấp" cần được bảo vệ. Cuối năm 1999, Vườn Quốc gia Cát Tiên đã cho thành lập hai đội tuần tra giám sát tê giác. Thông qua Quỹ Chiến lược hành động voi và tê giác châu Á (thuộc WWF), Quỹ Hổ và tê giác của Tổ chức Động vật hoang dã và cá (Mỹ), hai đội tuần tra và giám sát đã sử dụng bẫy ảnh (camera trapping) để chụp ảnh tê giác.
Nhóm chuyên gia Tê giác Châu Á của IUCN cùng một số cơ quan ban ngành Việt Nam đã xây dựng Chương trình hành động nhằm Bảo tồn Tê giác Việt Nam (giai đoạn 2000-2010) chưa từng được chính thức thực hiện. Trong khoảng thời gian 1998-2004, Dự án Bảo tồn Vườn quốc gia Cát Tiên (Cat Tien National Park Conservation Project–CTNPCP) trị giá 13 triệu USD do WWF thực hiện đã thành lập hai đội Giám sát và Tuần tra Tê giác với tổng 6 kiểm lâm và 3 người dân địa phương, được tập huấn và trang bị đầy đủ, cán bộ khu bảo tồn cũng được hai chuyên gia từ Khu bảo tồn Umfolozi Game (Nam Phi) và Tổ chức Tê giác Quốc tế tập huấn kỹ năng thu thập dữ liệu và bảo vệ, dự án đã triển khai nhiều hoạt động giám sát bằng dấu chân hoặc camera. Đến năm 2003, đội Tuần tra chỉ còn lại 3 kiểm lâm, chủ yếu tuần tra các con đường dẫn vào khu bảo tồn và điều tra các vụ săn trộm. Sau khi dự án kết thúc, WWF tiếp tục một dự án ba năm (2005-2007) hỗ trợ kinh phí hoạt động cho đội Tuần tra cũng như cung cấp các hỗ trợ về kĩ thuật, cho đến cuối dự án, hoạt động giám sát hầu như không còn được duy trì.
Trong quá trình bảo tồn động vật, sự thiếu thông tin chính xác về những cá thể tê giác còn sót lại càng làm trì hoãn các quyết định của Chính quyền và trốn tránh những lựa chọn khó như biện pháp tái định cư hay vận chuyển tê giác sang nơi ở mới. Việc tổ chức chỗ cư trú của các loại thú trong sách Đỏ được thực hiện, với con tê giác này hồi trước đã có đề nghị có một chỗ nào đó cho nó bằng các quây lại trong vùng lõi của Cát Tiên cho rộng ra thì có thể bắt về nuôi giữ vì nó quá hiếm, nhưng cuối cùng thì không làm được vì nuôi như vậy rất tốn kém không làm được và phải có dự án mấy triệu đô giúp cho Quảng Nam, Thừa thiên Huế để tổ chức cái hành lang để mà bảo vệ con tê giác. Những nhà bảo tồn tranh luận về cơ hội sống sót của loài tê giác nơi đây, một số người cho rằng nên đem tê giác từ Indonesia sang để duy trì quần thể; những ý kiến khác cho rằng quần thể có khả năng tự phục hồi. 

### Đóng góp
Loài tê giác Java ở Việt Nam Rhinoceros sondaicus annamiticus khi đó đã được Sarah Brook (một nhà bảo tồn của Quỹ bảo tồn động vật hoang dã hay Tổ chức Bảo tồn Thiên nhiên Thế giới WWF) theo dõi sát sao và chặt chẽ. Hàng ngày Brook vượt rừng với địa hình hiểm trở ở cánh rừng Cát Lộc, vật lộn với địa hình khắc nghiệt ở Vườn Quốc gia Cát Lộc đồi dốc và thảm thực vật dày đặc để theo dấu con tê giác, thu thập mẫu phân trong thời gian dài với một chú chó chuyên đánh hơi (chó đánh hơi) theo mùi phân của tê giác được huấn luyện để theo dõi mùi phân tê giác. Trong suốt gần 6 tháng kể từ khi Brook tiến hành thu thập mẫu phân tê giác, trên những tuyến đường mòn trong khu vực, theo dấu các con tê giác trong vùng và không biết chắc liệu chỉ còn có một con hay không để xác nhận chính xác rằng chỉ còn đúng duy nhất một cá thể tê giác ở khu vực này. Rừng Cát Lộc rất lớn và hoá ra chỉ có một mình con tê giác đơn độc sống.
Tiến sĩ Sarah Brook và một trong hai chú chó đánh hơi để tìm ra phân tê giác ở Cát Tiên khi bà thực hiện khảo sát tại đây vào năm 2009-2010. Sarah Brook và chồng là Simon Mahood, WWF Việt Nam đã khảo sát tìm tê giác một sừng ở Cát Tiên trong sáu tháng. Khi khảo sát, dựa trên dấu chân đã thấy số cá thể ít hơn nhiều so với hầu hết các dự báo trước đó, dù cần phải phân tích gen mới khẳng định được, họ tìm thấy dấu chân và phân tê giác thường xuyên trong vòng bốn tháng đầu, rồi bỗng không thể tìm thấy nữa vào tháng 2 năm 2010 và hai tháng cuối của cuộc khảo sát. Họ rất lo lắng cho con tê giác nhưng không ai dám chắc điều gì cho đến khi tìm thấy bộ xương chỉ vài tuần sau khi dừng việc khảo sát. Các bẫy ảnh chẳng bao giờ chụp được một con Tê giác nào nữa. Bà làm việc chặt chẽ với kiểm lâm của Vườn Quốc gia và lắp đặt các bẫy camera quan sát nhưng các bẫy camera được thiết lập quá trễ
Trong những chuyến đi, Điểu K' Giang luôn có mặt để cung cấp nhiều tài liệu, những bức ảnh về con tê giác. Một số cán bộ thuộc Vườn Quốc gia, những nhà động vật học ngoài Hà Nội cũng bay vào tìm tới đặt vấn đề nhờ Điểu K'Giang chỉ điểm. Ông thường xuyên được mời tham gia các cuộc điều tra về loài tê giác với vai trò là người dẫn đường. Ngay cả các chuyên gia của WWF, khi hay tin vùng Cát Lộc xuất hiện tê giác một sừng trong lúc điều tra, thống kê để lập hồ sơ bảo tồn, họ cũng nhờ Điểu K'Giang dẫn đường, được các chuyên gia của WWF tin tưởng giao cho những chiếc máy ảnh tự động để đặt bẫy, chụp ảnh tê giác, ngay khi cả vào ban đêm Dù chưa một lần được phát biểu chính thức về mặt học thuật tại các diễn đàn về loài tê giác ở Cát Lộc nhưng khó có ai hiểu và biết rõ về con tê giác này nhiều bằng Điểu K'Giang và đã giúp cho điện ảnh những thước phim có giá trị về tê giác ở Vườn Quốc gia Cát Tiên.
Già Điểu K'Giang người đồng bào S'Tiêng là người gắn bó và hiểu rõ về con tê giác do sống sát cánh rừng, giáp ranh giữa ba tỉnh Bình Phước, Lâm Đồng và Đồng Nai và gắn bó với nó nên biết rõ nơi con tê giác thường xuyên xuất hiện nên chỉ đường để các chuyên gia của WWF biết chỗ đặt máy ảnh, ghi lại được hình ảnh con tê giác sống động nhất, Điểu K'Giang đã cùng một số cán bộ địa phương, đội tuần tra, đoàn chuyên gia trong nước và cả WFF nhiều lần, nhiều tháng trong rừng sâu để tiếp cận với con tê giác. Trong cánh rừng già Cát Lộc rộng hàng chục nghìn hecta, K'Giang biết rõ con tê giác thường hay xuất hiện ở đâu, nó ăn đọt mây, măng tre chỗ nào, mùa nào bao giờ thì về vùng Bàu Chim tắm bùn và liếm đất tìm chất khoáng ở bụi lồ ô, nơi con tê giác thường về kiếm ăn là vùng sình lầy Bàu Chim con tê giác thường hay về tắm bùn và ăn chất khoáng.

## Sự tuyệt chủng
Mặc dù có những nỗ lực bảo tồn nhưng vào tháng 5 năm 2010, con tê giác cuối cùng của Việt Nam đã bị những tay săn trộm bắn chết ở vườn quốc gia Cát Tiên, con tê giác đã chết này được xác định tử vong do bị đạn bắn. Vào tháng 10 năm 2011, tê giác Java Việt Nam đã chính thức được công bố là tuyệt chủng  Quỹ Quốc tế bảo vệ thiên nhiên (WWF) công bố kết luận điều tra và xác nhận điều này là đúng, con tê giác đã bị giết chết. Kết luận điều tra do WWF công bố chỉ rõ nạn săn trộm có thể là nguyên nhân gây ra cái chết của cá thể tê giác nói trên. Con tê giác cái đơn độc từng có thời dạo bước trong những cánh rừng rậm nhiều dốc ở Cát Lộc bị những tay săn trộm bắn hạ, nỗ lực cuối cùng để bảo tồn loài tê giác đặc biệt quý hiếm thất bại. Việt Nam chính thức tuyệt chủng tê giác một sừng, sự kiện cho thấy đã đánh mất vĩnh viễn một phần di sản của thiên nhiên, một biểu trưng của giá trị đa dạng sinh học tại Việt Nam, những nỗ lực bảo tồn đã không bảo vệ được loài tê giác này.
Con tê giác ở Việt Nam được bà Sarah Brook một nhà bảo tồn của Quỹ bảo tồn động vật hoang dã theo dõi sát sao để thu thập mẫu phân trong thời gian dài. Đến tháng 4 năm 2010, bà Sarah Brook nhận một cú sốc khi xem bức ảnh một bộ xương và sọ tê giác từ cán bộ kiểm lâm. Vào tháng 9 tháng 2010, Đoàn cùng tập hợp tại Vườn Quốc gia Cát Tiên và được các cán bộ kiểm lâm nơi đây dẫn đến vị trí phát hiện bộ xương để tìm hiểu về nguyên nhân cái chết của con tê giác Việt Nam. Sau một thời gian nỗ lực điều tra, nhóm chuyên gia đã xác định con tê giác đã bị kẻ săn bắt động vật hoang dã trái phép dùng súng bắn chết, nhóm chuyên gia đã xác định con tê giác đã bị kẻ săn bắt động vật hoang dã trái phép bắn trúng và chết sau đó vài tháng.
Các chuyên gia thế giới phân tích DNA và xác nhận phân tê giác mà nhóm chuyên gia thu nhặt được trước đó đều là của một con tê giác, cũng chính là con tê giác mà các cán bộ kiểm lâm đã tìm được bộ xương. Qua xem xét bộ xương, các chuyên gia của WWF xác định cá thể tê giác quý hiếm này đã bị bắn. Kết quả nghiên cứu các mẫu xương, mẫu phân và dấu vết tại hiện trường, xác định, bộ xương lạ đó là phần còn lại của một con tê giác một sừng. Họ cũng xác định những vết cắt không tự nhiên ở vị trí sừng trên sọ và một mảng lớn xương hàm trên của tê giác bị lấy đi cùng chiếc sừng, kết quả phân tích 22 mẫu phân do nhóm khảo sát thu thập được từ 2009-2010 chỉ ra rằng, tất cả mẫu này đều của con tê giác đã chết.
Khi Quỹ Quốc tế Bảo vệ Thiên nhiên (WWF) và Quỹ Bảo tồn Tê giác Quốc tế (IRF) thông báo loài tê giác một sừng đã chính thức tuyệt chủng ở Việt Nam và cá thể tê giác một sừng cuối cùng của Việt Nam đã bị những kẻ săn trộm giết chết vì sừng của nó bị cắt mất, giới chuyên gia nói tuyệt chủng là điều đã được tiên liệu. Mất đi con tê giác cuối cùng là thảm kịch ở Cát Tiên, những gì xảy ra là nỗ lực bảo tồn thất bại của Việt Nam Tê giác một sừng bị tuyệt chủng ở Việt Nam là thông tin gây bàng hoàng cho nhiều người, nhất là đối với những nhà khoa học hoạt động trên lĩnh vực lâm nghiệp
- Tiến sĩ Sara Book cho biết cảm giác đầu tiên của bà khi nhận ra con tê giác cuối cùng đã chết ở Việt Nam là rất thất vọng và giận dữ và vẫn còn suy sụp[33].
- Ông Nick Cox-Quản lý Chương trình Loài của WWF cho biết đã không giấu nổi nỗi buồn khi báo tin tê giác đã tuyệt chủng tại Việt Nam[4].
- Ông Christy Williams-Điều phối viên Chương trình voi và tê giác châu Á của WWF: "Xét cả về mặt kinh tế hay trên phương diện thực tiễn, việc tái du nhập tê giác Java vào Việt Nam là không hề khả thi. Vì thế, chúng ta sẽ không còn cơ hội nhìn thấy tê giác Java trên dải đất hình chữ S" [31]. Thông tin từ WWF Việt Nam thì cơ hội để tìm thấy các cá thể tê giác ở Vườn Cát Tiên gần như không còn, WWF hoàn tất, củng cố hồ sơ cuối cùng để tổ chức họp báo nói rõ về số phận tê giác tại Việt Nam trong tháng 10[29].
- Bà Susie Ellis-Quỹ Bảo tồn Tê giác Quốc tế: "Sự kiện này khiến cho hoạt động của chúng tôi ở Indonesia càng trở nên cấp thiết. Chúng ta cần phải đảm bảo rằng kết cục đáng buồn của tê giác Java tại Việt Nam sẽ không được phép lặp lại đối với quần thể tê giác tại Indonesia"[31].
- Ông Bibhab Kumar Talukdar người đứng đầu nhóm nghiên cứu tê giác châu Á thuộc tổ chức IUCN bày tỏ thất vọng lớn trước sự biến mất hoàn toàn của loài tê giác ở Việt Nam. Tất cả phải rút ra bài học từ điều này và cần phải đảm bảo rằng số phận của loài tê giác Java ở Indonesia sẽ không giống như ở Cát Tiên trong tương lai[35].
- Bà Trần Minh Hiền-Giám đốc Giám đốc WWF Việt Nam cho biết: "Cá thể tê giác một sừng cuối cùng tại Việt Nam đã chết. Thật đau lòng khi mà những nỗ lực bảo tồn đã không bảo vệ được loài tê giác Java này. Chúng ta đã đánh mất vĩnh viễn một phần di sản của thiên nhiên, một biểu trưng của giá trị đa dạng sinh học tại Việt Nam"[35].
- Với già Điểu K'Giang thì đó là một cú sốc lớn, là nỗi đau, tiếc nhớ của già dành cho người bạn tê giác, khi con tê giác bị bắn chết, già rất tức giận, như mất một người thân, sau dự án bảo tồn, bảo vệ tê giác không thành công là tình yêu thương của con người dành cho động vật hoang dã, nhất là những loài có nguy cơ bị tiệt chủng, cộng đồng người S'Tiêng ở Nam Tây Nguyên đã coi con tê giác còn lại duy nhất ở Việt Nam là riêng của Điểu K'Giang[30].

### Nguyên do
Báo cáo về việc tìm kiếm và bảo vệ tê giác được Quỹ Bảo vệ thiên nhiên quốc tế (WWF) công bố ngày 25 tháng 10 năm 2011 cho thấy việc con tê giác cô đơn cuối cùng của quần thể tê giác ở rừng quốc gia Cát Tiên chết chỉ còn là vấn đề thời gian. Báo cáo này của các tác giả Sarah Brook (WWF Việt Nam), Peter Van Coeverden de Groot (Đại học Queen, Canada) và Simon Mahood (WWF Việt Nam), Barney Long (WWF Mỹ). Báo cáo của WWF cho rằng, mất sinh cảnh sống là yếu tố then chốt dẫn đến sự tuyệt chủng của tê giác tại Việt Nam, đồng thời cảnh báo rằng việc thực thi pháp luật không thỏa đáng, quản lý thiếu hiệu quả, xâm lấn đất và xây dựng cơ sở hạ tầng bên trong và gần các khu vực được bảo vệ chỉ làm tăng thêm áp lực cho các quần thể loài vốn đã dễ bị tổn thương trong các khu vực này.
Kết luận từ báo cáo "Bài học từ việc mất đi hoa tiêu: Tê giác Javan Rhinoceros sondaicus annamiticus tuyệt chủng tại Việt Nam" được thực hiện bởi nhóm các nhà khoa học từ nhiều quốc gia, đăng tải trên tạp chí Biological Conservation cho biết nguyên nhân là thiếu quyết tâm chính trị trong việc ra quyết định bảo tồn, thiếu thông tin chính xác về số lượng cá thể tê giác còn lại, thiếu nỗ lực bảo tồn trọng tâm rất nhiều nguyên nhân được xác định và đã trở thành bài học đắt giá cho các nỗ lực bảo tồn các loài động vật ăn cỏ lớn khác. WWF cho rằng nguyên nhân là do thực thi pháp luật kém và các biện pháp bảo vệ nghèo nàn, cũng như quản lý khu vực kém hiệu quả do đó, Việt Nam đang đối mặt với thực tế hàng loạt các loài khác có nguy cơ tuyệt chủng.
Nguyên nhân chính yếu dẫn đến tuyệt chủng loài tê giác tại Việt Nam là nạn săn trộm, được dung túng bởi thực thi yếu kém luật chống săn bắt và buôn bán động vật hoang dã trái phép, cùng với nhu cầu sừng tê giác ngày càng lớn, càng về sau các hoạt động bảo vệ càng giảm. Thất bại trong đầu tư cho bảo tồn, giám sát và thực thi pháp luật, thiếu cơ quan quản lý tập trung cho khu bảo tồn. Nguyên nhân trước tiên là do thiếu đầu tư giúp tăng cường thực thi luật và quản lý khu bảo tồn. Trong một phúc trình, WWF cho rằng việc bảo vệ kém hiệu quả đối với loài tê giác này ở Vườn Quốc gia Cát Tiên, so với nhu cầu và cái giá cao của sừng tê giác, thì nỗ lực dành cho việc bảo vệ quần thể tê giác còn sót lại là không tương xứng và cảnh báo rằng việc thực thi pháp luật không thỏa đáng, quản lý thiếu hiệu quả, xâm lấn đất và xây dựng cơ sở hạ tầng bên trong và gần các khu vực được bảo vệ làm tăng thêm áp lực cho các quần thể loài động vật vốn đã dễ bị tổn thương ở các khu bảo tồn ở Việt Nam.
Không có hệ thống giám sát nhân sự và trách nhiệm giải trình, thiếu năng lực, động lực và hạn chế trong quản lý khiến kết quả không được duy trì lâu dài, bền vững. Cát Lộc rõ ràng phải chịu áp lực săn bắn rất lớn, cán bộ Vườn quốc gia Cát Tiên không có vẻ xem trọng mối đe dọa săn trộm do không phát hiện xác con tê giác nào kể từ năm 1988, dẫn đến lơi lỏng trong công tác tuần tra và quản lý. Vườn quốc gia Cát Tiên chỉ còn duy trì cam kết và động lực tuần tra giám sát tê giác rất thấp sau khi kết thúc Dự án Bảo tồn Vườn quốc Cát Tiên (Cat Tien National Park Conservation Project–CTNPCP) vào năm 2005. Việc giảm hẳn các hoạt động tuần tra và giám sát sau thời điểm 2005 một phần do quyết định rút lui của WWF là tổ chức vốn bao quát toàn bộ hoạt động bảo vệ và giám sát tê giác.
Cơ chế bảo vệ và pháp luật không được thực thi trong thời gian từ năm 2009 đến đầu năm 2010 không thể là nguyên nhân khiến số lượng loài giảm và dẫn tới việc cá thể tê giác cô đơn còn lại ra đi, nhưng nó thể hiện những thách thức lớn khi đưa ra những cách bảo vệ rừng. Thiếu đi các cơ chế bảo vệ cơ bản cho tê giác và những loài khác ở Cát Lộc, nơi mà nạn săn bắt trộm cuối cùng đã khiến con tê giác chết. Vấn đề này thể hiện rõ ở Cát Tiên do số lượng ít ỏi của tê giác hiện nay. WWF cảnh báo thực tế này cho thấy những bên có trách nhiệm cần phải duy trì mức độ tối thiểu theo tiêu chuẩn về diện tích đi tuần, thời gian đi tuần và tần suất đi tuần để bảo vệ rừng, cũng như bảo vệ các loài có giá trị cao khác như hổ, voi, rùa, và tê giác có lẽ là món hàng đắt giá nhất, với chiếc sừng trị giá tới 100.000 USD/kg
Theo WWF, một số khuyến nghị quan trọng của WWF đã không được thực thi thực tế như thời gian tuần tra ở khu vực Cát Lộc đã không như khuyến nghị, hay luật pháp không được thực thi khiến khả năng theo dõi các diễn biến bị hạn chế. Các biện pháp canh phòng đã được thống nhất với Vườn Quốc gia Cát Tiên, tiền được hỗ trợ và các đợt tuần tra được theo dõi bằng GPS, sau đó chuyển thông tin tới WWF, những công việc này đã không được làm theo tiêu chuẩn yêu cầu. Các dấu đường GPS khi tuần tra đã không được cung cấp cho WWF hằng tháng mà gửi trễ hơn vài tháng, khiến các chuyên gia rất khó theo dõi thực tế dự án đang được thực hiện ra sao. Những khuyến cáo cũng đã được đưa ra, thế nhưng mọi việc đã quá trễ để cứu con tê giác.
Một nguyên nhân khác được báo cáo đưa ra là hệ thống pháp luật về buôn bán sừng tê giác còn nhiều bất cập, rất ít mặt hàng sừng tê giác được đăng ký hợp pháp theo dữ liệu CITES của Việt Nam, không hề có vụ tịch thu sừng tê giác nào diễn ra từ năm 2008 cho đến tháng 6 năm 2012. Những động thái tịch thu từ cuối năm 2012 đến nay cho thấy Chính phủ Việt Nam mới bắt đầu thực sự đối mặt với vấn đề. Dữ liệu về thực thi luật tại Mỹ và Nam Phi cho thấy phần lớn những chiếc sừng xuất phát từ hai quốc gia này được đưa đến Việt Nam, Thái Lan và Trung Quốc. Một bản đánh giá được tổ chức phòng chống buôn bán động vật Traffic tiến hành cho hay, xu hướng gia tăng trong thị trường buôn bán sừng tê giác bất hợp pháp do nhu cầu từ các thị trường thuốc cổ truyền Đông Nam Á. Tổ chức Bảo vệ động vật hoang dã cho rằng loài tê giác này có phần chắc đã bị săn bắn trộm tại Việt Nam để lấy sừng.
Theo Giáo sư Đặng Huy Huỳnh-Chủ tịch Hội Động vật học Việt Nam, khu vực này đã bị thu hẹp rất lớn khi con người mở rộng phạm vi sinh sống và khi một dự án thủy điện được xây dựng thì nguồn nước khoáng cho tê giác sẽ chính thức bị xóa sổ ông cũng cho rằng cho rằng chính việc săn bắn trái phép đã dẫn đến sự tuyệt chủng của tê giác vì họ cho rằng sừng tê giác có hiệu quả chữa bệnh nên được bán rất đắt và đã săn lùng ráo riết Chiếc sừng mà dân gian đồn thổi như thuốc tiên khiến tê giác trở thành nạn nhân của chính sự quý hiếm người ta dành cho chúng. Theo già Điểu K'Giang, cách đây hàng chục năm, ở cách rừng Cát Lộc, bầy chim, thú hoang dã rất nhiều, có bò tót, hươu, nai, heo rừng, kỳ đà, nhím và cả tê giác là con vật quý hiếm nhất nhưng "Nếu không có già, chim thú bị người ta bắn chết hết. Già làm bên bảo vệ rừng nên ngày nào già cũng vào rừng, khi thấy ai đi săn bắn là già nhắc nhở, già đuổi đi".

### Tác động
Tê giác một sừng là động vật rất cổ, Việt Nam có hai loại tê giác là một sừng và 2 sừng nhưng, tê giác hai sừng đã bị bắn hạ vào năm 1904 ở Khánh Hòa, nay đến lượt con tê giác còn lại cũng không còn Với công bố của WWF và IRF thì Việt Nam chính thức mất tê giác vĩnh viễn và con tê giác bị bắn vừa rồi là con tê giác cuối cùng. Con tê giác cuối cùng chết ảnh hưởng tới Việt Nam và thế giới vì sự diệt chủng của loài tê giác một sừng ở Việt Nam thể hiện sự mất mát của một nguồn gen độc đáo, vì tê giác ở Việt Nam là một phân loài riêng biệt bên cạnh bầy đàn ở Indonesia. Đây là loài động vật rất đặc biệt, là một phần quan trọng của lịch sử loài người. Chúng từng sống rất nhiều ở Nam và Đông Nam Á, giờ đây không còn nữa. Mỗi sự diệt vong của một loài nào đó do con người gây ra đều là sự kiện bi thảm, các chuyên gia đã nhắc rất nhiều lần là Việt Nam sẽ mất tiếp những loài khác nữa, trong thời gian không lâu nữa.
Tê giác một sừng là loài đặc biệt có mặt tại khu vực Châu Á nói chung, riêng tê giác một sừng tại các nước thuộc khu vực Đông Nam Á đã rơi vào tình trạng hoàn toàn tuyệt chủng cho tới khi có người phát hiện ra sự tồn tại ở rừng quốc gia Cát Tiên, vào thời điểm đó do chưa có chế độ bảo vệ nghiêm ngặt cũng như chưa có các chính sách quy định bảo vệ động vật được quy cách và chính xác hơn nên chỉ trong một thời gian ngắn sau khi phát hiện sự tồn tại còn lại của phân loài này thì con tê giác duy nhất còn sót lại ở Việt Nam nói riêng và của Đông Nam Á nói chung đã bị giết chết và rơi vào tình trạng tuyệt chủng. Khi tiếng súng vang lên là lúc loài tê giác ở Việt Nam tuyệt chủng dù sự tuyệt chủng đã không xảy ra ngay lập tức. Sự việc này đã lên tiếng cảnh báo cao độ cho sinh mệnh của các loài động vật hiện nay đang ở mức báo động vì những quan niệm sai lầm và những thông tin ảnh hưởng mang tính xã hội đã đẩy sinh mệnh của tê giác rơi vào tình trạng nguy kịch.
Vùng rừng già Cát Lộc, nơi tổ tiên của cộng đồng S'Tiêng Nam Tây Nguyên hiền lành, cũng là thánh địa của loài tê giác một thời dạo bước, Cát Lộc là cánh rừng một phần đã bị tàn phá là khu bảo tồn động vật hoang dã, nơi đây, con tê giác cuối cùng đã bị bắn chết bởi những tay thợ săn. Sau nhiều ngày nghiên cứu trong rừng sâu để tiếp cận với con tê giác ở khu vực Vườn Quốc gia Cát Tiên. Các chuyên gia xác định, đây là con tê giác cái đơn độc (con tê giác cuối cùng trong phân loài của nó) có tên khoa học là Rhinoceros sondaicus annamiticus hay còn gọi là tê giác một sừng được cho là tuyệt chủng ở khu vực Đông Nam Á . Tê giác tuyệt chủng, Việt Nam nghiễm nhiên bị mất đi một phần di sản thiên nhiên của đất nước. Sự ra đi của loài động vật này là một mất mát lớn đối với thiên nhiên Việt Nam và là thông tin gây chấn động cho tất cả những ai từng tự hào về tài nguyên thiên nhiên phong phú của Việt Nam.
Sau khi con tê giác chết, thì cùng với đó là dự án bảo tồn còn dang dở, nhiều tiền của và nhân lực được đổ vào để bảo vệ nhóm tê giác quý hiếm bậc nhất thế giới này đã không thành. Những dự án đang được các chuyên gia phác thảo trên giấy tờ, những khóa học kỹ năng nhằm bảo tồn, bảo vệ con tê giác cho đội tuần tra đang được triển khai phải ngưng lại, nhiều tiền bạc dồn vào đây giờ chỉ là số không khi các chuyên gia thế giới tiến hành phân tích và xác nhận phân tê giác đã thu nhặt được trước đó và bộ xương tê giác do cán bộ kiểm lâm phát hiện là của một con tê giác. WWF thực tế đã thay đổi hướng tiếp cận với bảo tồn ở Việt Nam và phối hợp điều hành lại để thực thi các chương trình bảo tồn sao la ở Huế và Quảng Nam, họ ưu tiên đầu tư để bảo tồn những loài gần tuyệt chủng vì khi những loài này mất là mất vĩnh viễn, nếu tập trung nguồn lực có hạn của vào bảo vệ các loài độc đáo thì có thể giúp cải thiện khả năng quản lý các khu vực cần bảo vệ nói chung như vậy sẽ đem lại lợi ích cho nhiều loài.
Từ sau khi phát hiện ra một quần thể tê giác nhỏ năm 1988, rất nhiều tổ chức đã tích cực tham gia bảo tồn quần thể tê giác cuối cùng còn sót lại, song không thành công, mặc dù đã đầu tư đáng kể cho các nỗ lực bảo tồn quần thể tê giác tại Việt Nam, song vẫn không thể cứu được loài động vật quý hiếm này. Sự tồn tại của tê giác một sừng vốn đã được đặt trong tình trạng "cực kỳ nguy cấp" và nhân loại xem việc bảo tồn chúng là một nhiệm vụ quan trọng nhằm duy trì sự đa dạng của thiên nhiên vì vậy, thông tin về việc tìm thấy đạn trong xác con tê giác một sừng ở Vườn Quốc gia Nam Cát Tiên khiến nhiều người sửng sốt khi những nỗ lực bảo tồn đã không bảo vệ được loài tê giác này. Khi xác con tê giác cuối cùng được phát hiện tại Việt Nam vào năm 2010 tại Vườn Quốc gia Cát Tiên, câu chuyện đã trở thành một bi kịch trong giới bảo tồn
Trong một thông cáo của Liên minh Tê giác Borneo (BORA), Tổ chức Địa phương vì Quyền lợi Con người và Động vật (LEAP), Tổ chức Tư vấn Quản lý Tài nguyên (RSC), Hội Thiên nhiên Cộng đồng Malaysia (MNS), Mạng lưới Giám sát Buôn bán Động Thực vật Hoang dã (TRAFFIC) Đông Nam Á và Quỹ Quốc tế Bảo vệ Thiên nhiên (WWF)–Malaysia đã ra lời kêu gọi Malaysia cần nhanh chóng hành động nhằm ngăn quần thể tê giác Sumatra (Dicerorhinus sumatrensis) ít ỏi còn sót lại trên đảo Borneo rơi vào bờ vực tuyệt chủng sau khi tin tức về sự biến mất của loài tê giác Java của Việt Nam được WWF công bố. Thông cáo này cũng khuyến cáo chính phủ Malaysia nỗ lực thúc đẩy khả năng sinh tồn của tê giác Sumatra như một ưu tiên bảo tồn nếu không muốn lặp lại bi kịch của tê giác ở Việt Nam.
Khi con tê giác cuối cùng ở Việt Nam không còn, để giáo dục và nâng cao ý thức bảo vệ nguồn tài nguyên động vật rừng cho thế hệ trẻ, bảo tàng Vườn Quốc gia Cát Tiên vừa cho trưng bày bộ xương con tê giác này. Bộ xương con tê giác cuối cùng đang được trưng bày tại bảo tàng này để nhằm giáo dục và nâng cao ý thức bảo vệ nguồn tài nguyên động vật rừng cho thế hệ trẻ. Đây là bộ xương con tê giác một sừng cuối cùng ở Việt Nam đã bị bắn chết trước đó tại Cát Tiên, việc trưng bày bộ xương còn nhằm nhắc nhở mọi người nâng cao ý thức bảo vệ nguồn tài nguyên động vật rừng Việt Nam. Tất cả xương còn thiếu của con tê giác như đốt sống cổ, đốt sống hông, đốt sống sườn, xương bánh chè, một số xương ngón cùng vùng mõm (nơi sừng bị cắt mất) đã được các chuyên gia phục chế bằng chất liệu composite và thạch cao. Con tê giác cuối cùng ở Đông Dương đã tuyệt chủng vào năm 2010 tại Vườn quốc gia Cát Tiên Đồng Nai, nhưng hình tượng Tê giác-Kỳ lân sẽ không thể mất trong văn hóa Việt vì nó đã hóa thành loài vật linh thiêng bất diệt trong Tứ linh, biểu tượng cho một nền văn minh sớm, đầy rực rỡ của người Việt.

## Quá trình điều tra

### Phía Việt Nam
Khoảng cuối tháng 4 năm 2010, nhân viên kiểm lâm của trạm Kiểm lâm Gia Viễn phát giác một bộ xương lạ tại khu vực Cát Lộc, thuộc Vườn Quốc gia Người dân đi rừng đã phát hiện xác của tê giác một sừng đang phân hủy, khi đến nơi, lực lượng kiểm lâm đã thu được gần như toàn bộ xương của tê giác nặng 52,5 kg, còn chiếc sừng đã bị biến mất, người dân địa phương chỉ biết con tê giác bị bắn chết khi các cán bộ kiểm lâm phát hiện bộ xương của tê giác. Bộ Nông nghiệp đã cho cho công an và bảo vệ nghiên cứu súng của những người trong vườn cũng như là cảnh sát ở trong khu vực ấy để xác định đạn từ khẩu súng nào, có phải là của cán bộ, kết luận chưa có và vì không phỏng đoán được kết luận vì nó phụ thuộc vào quy trình của nhà nước vì trước khi đưa ra kết luận nào thì phải bàn bạc nhiều, ban đầu là kết quả về đạn đã được Công an tỉnh Lâm Đồng gửi tới Bộ Công an để giám định.
Thời gian công bố kết quả điều tra về cái chết của con tê giác một sừng ở Cát Tiên, cũng như về vết đạn trên xương con tê giác này thì rất khó biết vì công việc điều tra những vụ việc này không đơn giản. Từng có những vụ việc cũng liên quan đến tê giác và đơn giản hơn nhưng đến nay vẫn chưa loan báo kết quả điều tra. Như trường hợp ông Nguyễn Khánh Toàn-Tùy viên Thương mại và bà Vũ Mộc Anh-Bí thư thứ nhất của Đại sứ quán ở Nam Phi, cùng buôn lậu sừng tê giác, hành vi của ông Toàn bị cảnh sát Nam Phi phát giác từ tháng 11 năm 2006, còn hành vi của bà Vũ Mộc Anh bị phát giác từ tháng 11 năm 2008 và bất kể cảnh sát Nam Phi đã từng đề nghị công an Việt Nam tiếp tục điều tra, song, người ta mới chỉ biết rằng, cả hai cán bộ ngoại giao từng tham gia buôn lậu những vật phẩm mà cả thế giới lên án đã bị triệu hồi về và bị kỷ luật, còn kết quả điều tra về những vụ buôn lậu thì vẫn chưa loan báo.
Cảnh sát Việt Nam tham gia điều tra, cung cấp các phân tích về đường đi của viên đạn, viên đạn đến từ một khẩu súng bán tự động, như AK47. Kết luận của Phân viện Khoa học hình sự tại Sài Gòn (Tổng cục Cảnh sát phòng chống tội phạm) thì mẫu vật bằng kim loại đã bị gỉ sét thu được ở bộ xương con tê giác chết tại khu vực Cát Lộc thuộc Vườn Quốc gia Cát Tiên là phần ống chứa thuốc cháy nằm trong lõi đầu đạn của loại đạn vạch đường kính cỡ 7,62mmx39mm, là loại đạn được sử dụng cho các loại súng quân dụng có cỡ nòng 7,62mm như loại súng AK47, CKC vì mẫu vật này đã hoen gỉ nên không đủ cơ sở để cơ quan chức năng giám định truy ra khẩu súng đã bắn con tê giác. WWF đã chính thức đề nghị chính phủ Việt Nam mở một cuộc điều tra trên diện rộng và nếu đúng là con tê giác đã bị giết thì cần đưa những kẻ vi phạm kể cả người bắn lẫn người buôn bán chiếc sừng tê giác bất hợp pháp ra xét xử theo luật, WWF tin tưởng rằng một cuộc điều tra chính thức vẫn còn mở ra. Dù ai đã bắn con tê giác và bất kể ai đã cưa lấy sừng của nó, có phải là cùng một người thì thủ phạm vẫn đang nhởn nhơ, những kẻ săn trộm vẫn không bị bắt.

### Nghi vấn
Khi một con tê giác chết đã được phát hiện tại vườn quốc gia Cát Tiên, có nhiều ý kiến tranh cãi xung quanh chuyện con thú này chết do săn bắn hay chết tự nhiên. Khi con tê giác một sừng cuối cùng ở Vườn Quốc gia Cát Tiên chết, nhà chức trách lặng lẽ tuyên bố nguyên nhân con tê giác chết là do già yếu, chết tự nhiên, nhưng các nhà khoa học của Quỹ quốc tế bảo vệ thiên nhiên (WWF) tỏ hoài nghi, đòi phải kiểm chứng, khám nghiệm bộ xương. Vườn Quốc gia đăng một thông cáo nói con tê giấc chết vì nguyên nhân tự nhiên, nhưng Sarah Brook không tin lắm về thông tin này Điểu K'Giang quả quyết nó chết do bị bắn chứ không thể là nguyên nhân khác, dù chưa được tới hiện trường. Sở dĩ ông tin vào cảm nhận độc lập, chủ quan của mình vì ở vùng rừng núi này, không ai biết rõ con tê giác này bằng ông vì cách đó vài tháng, K'Giang vẫn còn bắt gặp nó còn khỏe mạnh là căn cứ để ông khẳng định con tê giác cuối cùng này chết không thể do già yếu.
Một cán bộ Truyền thông trong Chương trình Việt Nam của WWF cho biết sự việc này phát hiện vào khoảng ngày 28, 29 tháng 4, thế nhưng người ta nhận định nó chết vào khoảng tháng 2. Nguyên nhân khiến nó chết do Công an tỉnh Lâm Đồng tiến hành điều tra chỉ phát hiện ra là nó có vết đạn ở trong chân nhưng chưa dám khẳng định rằng con tê giác ấy chết là do vết đạn hay là vết đạn ấy đã nằm trong chân nó lâu rồi. Họ chỉ dám nghi ngờ rằng nó bị bắn chết, dựa vào kinh nghiệm của những chuyên gia đã từng làm việc về tê giác, cộng với những chuyên gia về buôn bán động vật hoang dã. Dựa vào phân tích hình ảnh cộng với mô tả hiện trường thì mới đưa ra nhận định là có thể nó bị bắn chết. Trong tự nhiên, tê giác trưởng thành là loài không có đối thủ và kẻ thù vì tầm vóc của nó, trừ con người, tê giác còn sống thọ đến 40 năm, do đó khó có thể nói là chết vì nguyên nhân tự nhiên.
Trong một thông cáo báo chí phát hành cuối tháng 5 năm 2010 về sự kiện bắn tê giác, WWF cho biết đã nghiên cứu và xác định được rằng, dấu vết trên bộ xương và các ảnh chụp cho thấy con tê giác ấy đã bị bắn, sừng của nó đã bị cưa. WWF còn giới thiệu nhận định của Craig Bruce là một chuyên gia về tê giác. Dựa trên các hình ảnh và thông tin liên quan đến con tê giác đã chết tại Vườn Quốc gia Cát Tiên, ông Bruce cho rằng, con tê giác này đã bị thương nặng trước khi chết. Nhiều khả năng vết đạn trên xương chỉ là một trong số các vết đạn khiến nó chết. Theo Bruce, nếu bỏ qua yếu tố vết đạn trên xương, những vết cắt trên sọ cũng cho thấy người ta đã chuẩn bị sẵn các dụng cụ phù hợp để cưa sừng và điều đó có thể xem là bằng chứng cho thấy con tê giác này bị săn trộm để lấy sừng, khả năng tê giác bị săn trộm để lấy sừng.
Một kiểm lâm gửi cho Sarah Brook bức ảnh một bộ xương tê giác phát hiện. Một bức ảnh sọ tê giác, tách rời với phần còn lại của bộ xương con thú, rõ ràng cho thấy sừng của tê giác đã bị cắt. Trong thực tế, cái sừng đã bị cắt một cách thô bạo vì săn trộm. Cuối tháng 4 năm 2010, bộ xương của con tê giác cuối cùng đã được tìm thấy tại khu Cát Lộc, các cán bộ đã tìm thấy một đầu đạn ghim vào xương chân trước bên phải của con tê giác. Sau khi kiểm tra xương tê giác vài tuần sau đó trong tháng 5 năm 2010, bà phát hiện một viên đạn ở chân trái trước con thú. Lúc khám nghiệm bộ xương, bà và đồng nghiệp đã choáng váng khi thấy viên đạn kẹt trong chân nó, cái sừng đã bị lấy đi. Nếu xét thực tế họ đã cố gắng tăng cường bảo vệ ở Cát Tiên và không thành công, thì con tê giác cuối cùng bị săn chết không phải là điều quá ngạc nhiên.

### Điều tra độc lập
Cuối tháng 4 năm 2010, xác một con tê giác đã được phát hiện tại Vườn Quốc gia Cát Tiên trong tình trạng đạn găm vào chân và sừng biến mất, các cán bộ kiểm lâm đã phát hiện một bộ xương rất lớn và họ cho rằng, đó là của con tê giác. Họ đã gửi bức ảnh một bộ xương, một bức ảnh sọ tê giác, tách rời với phần còn lại của bộ xương con thú, cho các chuyên gia WWF để họ xác định và được các cán bộ kiểm lâm nơi đây dẫn đến vị trí phát hiện bộ xương. Từ những chứng cứ ban đầu được cung cấp và thu thập được, Sarah Brook đã tổ chức điều tra và phố hợp tổ chức Nhóm điều tra độc lập, nhóm chuyên gia khắp thế giới, đoàn điều tra gồm nhóm các chuyên gia từ các nước Hoa Kỳ, Anh cùng tập hợp tại Vườn Quốc gia Cát Tiên, gồm các thành viên:
- Sarah Brook một nhà bảo tồn của Quỹ bảo tồn động vật hoang dã (WWF)-Trưởng đoàn.
- Douglas McCarty là người làm việc tại Nhóm chống buôn bán động vật hoang dã Freeland.
- Ulrike Streicher là một bác sĩ thú y về đông vật hoang dã đã làm việc ở Việt Nam nhiều năm, người biết rất rõ về Vườn Quốc gia Cát Tiên và từng làm tư vấn cho WWF. Streicher còn là chuyên gia trong lĩnh vực pháp y xương của động vật.
- John Cooper là một chuyên gia pháp y về động vật hoang dã đến từ Vương quốc Anh, Cooper là chuyên gia trong lĩnh vực pháp y xương của động vật, người đã viết về nghiên cứu này trong quyển sách tên "Điều tra pháp y về động vật hoang dã" hay còn gọi là "Điều tra động vật hoang dã trong rừng" (Wildlife Forensic Investigation).
- Ed Newcomer là một chuyên viên đặc biệt từ tổ chức US Fish and Wildlife Service (Tổ chức về Cá và Động vật Hoang dã Hoa Kỳ hay còn gọi là Dịch vụ chăc sóc động vật hoang dã và Cá của Mỹ) đang làm việc tại Thái Lan nhưng đã có cơ hội điều tra về tê giác đã nắm bắt cơ hội để tham gia vào cuộc điều tra về Tê Giác này Những kinh nghiệm, hiểu biết của Newcomer đóng vai trò then chốt cho phần này của cuộc điều tra.

Vào tháng 9 năm 2010, nhóm chuyên gia khắp thế giới cùng tập hợp tại Vườn Quốc gia, trong một căn phòng đầy những mẫu phẩm sinh học, những đồ tạo tác sinh học. Ở đó có nhiều tủ trưng bày hình ảnh từ mẫu dấu chân tê giác đến bản đồ khu vực. Nhiệm vụ đầu tiên là xem xét bộ xương được đưa về. Khi một trong những kiểm lâm cho nhóm chuyên gia xem bộ xương, Cooper nhận xét có vẻ xương đã được tẩy trắng. Những người duy nhất làm việc với xác động vật ở Việt Nam là những người làm việc trong bảo tàng và lời khuyên của họ là tẩy trắng xương. Không có khả năng tìm được mẫu xương nào để phân tích, công việc xác định nguyên nhân cái chết của con tê giác trở nên khó khăn hơn rất nhiều. 

### Trên thực địa
Nhóm đã đến nơi mà bộ xương Tê giác được tìm thấy. Sau họ đến xem xét nơi bộ xương tê giác được tìm thấy. Cuối cùng họ cũng đến khe suối nơi xác con tê giác được tìm thấy. Đó là một đoạn rừng rậm, dốc và dày đặc ở phía bắc và một đoạn rừng thoải hơn ở phía nam. Phía dưới là một dòng suối nhỏ chảy xiết quanh từ phía đông sang tây. Vẫn còn dấu chân tê giác trên mặt đất trong đám bụi bẩn và phía trên vị trí cái xác được tìm thấy có những cây tre (nứa) rất lớn và khoẻ, chúng nằm trong khoảng đường kính 10–15 cm và chúng nằm rạp hẳn trên mặt đất, như thể có xe ủi cán qua, đã đẩy chúng qua 1 bên, tìm thấy một cây tre bị gãy dập thành dạng chữ U. Mọi người trong nhóm lập tức nhận định ra con tê giác đã nằm đè lên nó, có lẽ sau khi ngã xuống và bị vướng vào hoặc có thể là sau khi bị rơi xuống và vướng lại.
Nếu nó để bụng vướng vào hoặc đè lên những cây tre này thì nó có thể đã bị ngạt thở mà chết. Dần dần bức tranh hình ảnh về cái chết của con tê giác bắt đầu lộ ra. Con tê giác đã di chuyển xung quanh trước khi nó chết, nó đã vật vã, và nó đã chuệch choạc va chạm, xô ngã vào cây cối xung quanh, nó đã vật lộn và cọ xát với thảm thực vật xung quanh. Họ kiểm tra khu vực đó xem còn có chút xương nào của nó không, nhưng không tìm thấy gì và tìm thấy bất kì chiếc xương nào. Newcomer nhanh chóng thực hiện một sơ đồ phác thảo nhanh cho khu vực, ghi chú lại các đặc điểm quan trọng của vị trí như các dấu vết, dấu chân và địa điểm sọ tê giác được tìm thấy hay những nới mà bộ xương đã được tìm thấy so với con suối nhỏ, cùng với vị trí dòng suối.
Trở về văn phòng, nhiệm vụ kế tiếp của họ là phải lắp ghép bộ xương tê giác trên sàn nhà sao cho càng chính xác càng tốt, họ dựng lại bộ xương tê giác trên sàn càng chính xác càng tốt vì xem xét kỹ hơn bộ xương có thể cho thấy rất nhiều điều về sức khoẻ con vật trước khi nó chết. Trong số những đặc điểm khác nhau, họ chú ý rằng đã có một sự thay đổi về khớp trong chân trước bên trái của con vật rất có thể là nguyên nhân gây ra sự đau đớn hay dẫn đễn cái chết. Ngoài các đặc điểm khác, họ để ý thấy sự thay đổi về khớp trên chân trước trái của con vật, có thể gây ra sự cứng đờ và có lẽ gây đau. Móng trên chân này cũng ít bị mòn hơn, cho thấy chân đã không hoạt động bình thường. Cũng đã có một sự mòn đi trên móng chân này mà họ cho rằng nó đã hoạt động không bình thường.
Cooper cho biết "Có lẽ là vết thương do đạn gây ra, đã khiến chân trước bên trái bị cứng đờ, đau đớn và bị viêm, khiến cho con tê giác dễ gặp các yếu tố rủi ro, có thể gây tử vong". Nó rất có khả năng là chấn thương do viên đạn gây ra, nặng nhất là gây ra cái chết, đau đớn, viêm khớp trái chân trước, rất dễ mắc phải ở các loài tê giác gây ra nhiều nguy hiểm, là yếu tố gây tử vong. Streicher đã đưa mảnh xương đặc thù này lên một thiết bị chụp quét CT và đã lấy mẫu xương quan trọng này để chụp cắt lớp. Nó cho thấy một lỗ hổng phía dưới và phía trên, ở vị trí viên đạn găm vào mà dừng lại, rất có thể nguyên nhân đến từ quá trình viêm xương, khá giống như hậu quả gây ra do bị viêm và làm viêm xương, đây là một đầu mối quan trọng.
Trong một báo cáo gửi WWF, các nhà điều tra, đội nghiên cứu ghi nhận rằng quá trình viêm, sưng này có lẽ đã kéo dài ít nhất la trong hai tháng, hoặc có lẽ thậm chí đã lên đến đến năm tháng. Tê giác sẽ không chết sau chỉ vài ngày hay vài tuần sau khi bị bắn, có thể là cả tháng trời. Và nó không chỉ bị thương trong một thời gian ngắn, mà sẽ bị tổn thương bằng cách bị gây trở ngại khi di chuyển và cuối cùng, dường như sẽ là nguyên nhân dẫn đến cái chết. Các động vật như tê giác, voi, chúng sẽ chẳng thể làm gì nếu mất một chân vì quá nặng để đi cà nhắc hay đi khập khiễng. Theo điểm găm vào của viên đạn và đường đạn đạo (quỹ đạo rõ ràng của nó), viên đạn có vẻ như do một tay săn trộm bắn ra từ một vị trí thấp hơn con tê giác và có lẽ là ở sườn đồi và tên trộm có lẽ đã nhắm vào tim con thú.
Có thể con tê giác trúng không chỉ một phát đạn, nhưng các viên đạn trúng vào thịt hay qua các cơ quan phần mềm mà không trúng vào xương thì không thể tìm ra vì tất cả những gì có chỉ là bộ xương con thú, có khả năng viên đạn đã được bắn từ tên săn trộm ở vị trí phía dưới thấp hơn chỗ của đứng con tê giác có lẽ là trên một sườn đồi và rất có thể viên đạn đã nhắm tới tim con vật. Có thể đã có nhiều hơn một viên đạn được bắn ra, tuy nhiên bất kì viên nào chỉ găm vào lớp mô mềm của con vật đã không thể tìm thấy. Chưa lý giải được liệu có phải kẻ săn trộm sau khi bắn được con vật bị thương qua hàng tháng trời đã lấy đi chiếc sừng hay một ai khác đã may mắn đi ngang qua và thừa hưởng thành quả, cắt sừng khi thấy cái xác tê giác, sừng tê giác có thể bán được hàng ngàn USD và sừng của con tê giác cuối cùng ở Việt Nam có lẽ đã được tồn vào và biến mất trong thị trường chợ đen, nếu có tìm ra chiếc sừng, trong trường hợp này cũng không thể xác định gene của nó với cá thể đã được xét nghiệm.

### Kết luận chính
Có rất ít chứng cứ thu thập được để tiếp tục tiến hành điều tra, rất khó để đi đến kết luận, nhưng các dấu hiện rõ ràng chỉ ra hệ lụy của sự việc tên săn trộm bắn con tê giác ít nhất một lần, một viên đạn găm vào chân trái trước của con thú gây ra nhiễm trùng, viêm xương và ngăn cản con vật di chuyển, điều này có thể có hoặc không dẫn đến việc con thú ngã xuống ở cánh rừng bên dòng suối, cũng là nơi con tê giác cuối cùng không trụ được nữa, phát đạn đã giết con tê giác, nó giết con thú sau một thời gian dài chứ không phải ngay tức thì, dù bị thương, con tê giác vẫn chạy thoát, từ đó, suốt một thời gian, nó biến mất sau cánh rừng xanh dày đặc. Đó là chuỗi sự kiện: Một tay săn trộm đã bắn con tê giác ít nhất là 1 lần, viên đạn đã găm vào chân trước phía bên trái của con vật là nguyên nhân gây ra nhiễm trùng, viêm khớp và ngăn cản nó di chuyển là nguyên nhân trực tiếp hay gián tiếp khiến con vật rơi ở khu rừng gần con suối nhỏ nơi mà con vật cuối cùng cũng đã chết. Viên đạn là nguyên nhân giết chết tê giác, nó chỉ mất thời gian dài để khiến con vật chết đi.
Vài tháng sau, kết quả phân tích DNA xác nhận phân tê giác thu nhặt được trước đó đều là củ một con tê giác và đó cũng chính là con tê giác mà người ta tìm được bộ xương, kết quả phân tích DNA cho thấy mẫu phân thu được trước đó là trùng khớp với bộ xương của con vật đã được giám định. Và kết luận chính của nhóm điều tra là con tê giác bị bắn, con tê giác không chết vài ngày hay vài tuần sau khi bị bắn. Nó đã sống thêm được nhiều tháng sau đó, nó không chỉ bị thương trong thời gian ngắn, mà bị thương theo cách khiến nó không thể đi lại và cuối cùng, có vẻ đó là nguyên nhân dẫn đến cái chết. Cảnh sát phía Việt Nam đã hỗ trợ cho cuộc điều tra bằng cách đưa ra những phân tích về mẫu đạn thu được. Nó có thể được bắn ra từ một loại súng bán tự động, như AK47.
Qua phân tích DNA từ 22 mẫu phân đã gửi trước đó cùng với mẫu xương của con tê giác đã chết, Đại học Queen kết luận tất cả mẫu vật đều là của một cá thể tê giác. Từ kết quả này, WWF chính thức công bố tê giác một sừng Java đã tuyệt chủng tại Việt Nam. Ngày 25t háng 10 năm 2011, WWF công bố tê giác Java một sừng của Việt Nam chính thức tuyệt chủng. WWF nhận định nạn săn bắt trộm có thể là nguyên nhân dẫn đến kết cục bi đát của loài vật này. WWF chỉ rõ nạn săn trộm có thể là nguyên nhân gây ra cái chết của con tê giác nói trên bởi khi tìm thấy, trong chân của nó đã bị găm một viên đạn và sừng tê giác đã bị mất. Con tê giác cuối cùng trên lãnh thổ Việt Nam bị bắn vào chân. Khi người ta tìm ra thi thể nó, chiếc sừng đã bị lấy ra khỏi đầu.
Sau cái chết của con tê giác cuối cùng của Việt Nam hồi tháng 4 năm 2010, cuối tháng 10 năm 2011, WWF mới chính thức tuyên bố loài động vật quý hiếm này đã tuyệt chủng ở Việt Nam Vào ngày 25 tháng 10 năm 2011, Quỹ Bảo tồn Thiên nhiên Thế giới (WWF) và Tổ chức Bảo tồn Tê giác Thế giới hay Quỹ Bảo tồn Tê giác Quốc tế (IRF) đã đưa ra tuyên bố: Loài tê giác một sừng đã chính thức tuyệt chủng ở Việt Nam, những con tê giác một sừng cuối cùng ở Việt Nam đã vĩnh viễn biến mất, cũng trong buổi công bố kết quả điều tra quần thể loài tê giác tại Vườn Quốc gia Cát Tiên sau đó, WWF và IRF cũng đã đưa ra thông báo loài tê giác Java, còn gọi là tê giác một sừng, phụ loài thứ ba chỉ còn ở Việt Nam và Indonesia đã tuyệt chủng tại Việt Nam. Tổ chức bảo vệ động vật hoang dã quốc tế (WCS) cũng thông báo loài tê giác đã bị tuyệt chủng ở Việt Nam sau khi phát hiện con tê giác còn sống sót cuối cùng đã chết và sừng đã bị lấy đi.

## Trách nhiệm
Việc loài tê giác một sừng của Việt Nam tuyệt chủng là một nỗi đau cho những người làm bảo tồn và người dân nói chung vì đã không thể bảo vệ được cá thể tê giác cuối cùng của Việt Nam. Người làm công tác bảo tồn cũng phải có trách nhiệm khi để vụ việc này xảy ra, từ vụ việc tê giác một sừng bị tuyệt chủng, đã gióng lên hồi chuông cảnh tỉnh để cán bộ làm công tác bảo tồn, Nhà nước, các cấp chính quyền và nhân dân ra sức bảo vệ những loài thú quý hiếm còn lại để những loài thú quý hiếm khác không phải chung số phận bi thảm như tê giác, từ thông tin này, nhiều vấn đề được đặt ra cho công tác bảo vệ các loài động vật hoang dã của Việt Nam, của Vườn Quốc gia Cát Tiên nơi quần thể tê giác cuối cùng của Việt Nam từng sống sót, không chỉ có tê giác một sừng mà nhiều loài thú hoang dã vẫn đang tiếp tục bị đe dọa, đứng trước nguy cơ tuyệt chủng, nạn săn bắn thú rừng không có chiều hướng lắng xuống mà còn gia tăng.

### Chính quyền
Ngoài việc thành lập khu vực bảo tồn, Chính phủ không hỗ trợ gì thêm thông qua dự án CTNPCP. Bảo tồn tê giác chỉ là một phần nhỏ trong dự án CTNPCP. Ngân sách chính phủ dành cho các khu vực bảo tồn tại Việt Nam, trong đó bao gồm Vườn quốc gia Cát Tiên, là khoảng 894 USD/km2, khá cao so với khu vực Đông Nam Á và Nam Á (trung bình 500 USD/km2) nhưng lại bị phân tách rõ ràng đối với cấp tuần tra và cấp quản lý, và nhiều khu vực không coi trọng hoạt động giám sát thực thi. Việc huy động vốn bị cản trở do không có đủ thông tin về quần thể tê giác còn sót lại, cùng sự thiếu quyết tâm từ chính quyền cũng như Vườn, khiến nỗ lực tập trung vào tê giác trở lại vào năm 2008 đã là quá muộn. Dù mất môi trường sống là nguyên nhân chủ yếu dẫn đến kết cục tuyệt chủng tê giác một sừng, WWF cũng cảnh báo, việc thực thi luật pháp chưa toàn diện và tình trạng quản lý các khu bảo tồn kém sẽ tăng thêm áp lực lên các quần thể loài dễ bị tổn thương.
Dù nhiều chương trình hành động đã đề xuất mở rộng môi trường sống cho tê giác, diện tích này vẫn không được cải thiện. Các hoạt động xâm lấn quy mô nhỏ liên tục tái diễn, kể cả trong vùng lõi bảo tồn tê giác. Những dự án hỗ trợ tái định cư cũng không giúp mở rộng đáng kể môi trường sống cho tê giác, hay giảm bớt áp lực xâm lấn. Những người dân tái định cư vẫn được phép canh tác trên khu đất trước tái định cư bên trong Vườn Quốc gia, thậm chí 65% hộ gia đình tái định cư dùng chính tiền bồi thường từ dự án để mua thêm đất canh tác ngay bên trong khu vực bảo tồn. Sự chần chừ của chính phủ trong hỗ trợ và thực thi nhiều biện pháp khác nhau nhằm bảo vệ loài tê giác. Các kế hoạch bảo tồn đã không được thực hiện và mục tiêu ngắn hạn của kế hoạch hành động 2000-2007 cũng không đạt được.
Còn nhiều điểm bất đồng giữa chính sách quốc gia và chính sách của tỉnh. Vườn Quốc gia Cát Tiên trải rộng trên 3 tỉnh và do Bộ Nông nghiệp chịu trách nhiệm quản lý, nhưng mỗi tỉnh lại nhận các mức hỗ trợ quản lý khác nhau. Đồng Nai được hỗ trợ bảo tồn nhiều hơn so với Lâm Đồng và Bình Phước do trụ sở Vườn quốc gia lại nằm ở Nam Cát Tiên thuộc Đồng Nai. Trong khi đó, Lâm Đồng bao gồm Cát Lộc mới là khu vực chịu trách nhiệm trực tiếp trước số phận của những con tê giác. Lâm Đồng ưu tiên hướng đến phát triển kinh tế ngắn hạn hơn là các hoạt động bảo tồn đã được thống nhất trong kế hoạch năm 2007. Chính phủ không cân nhắc việc tái định cư mà còn ưu tiên phát triển cho khu dân cư rộng lớn phía Tây bắc Cát Lộc. Con đường nối hai ngôi làng vẫn không được xóa bỏ, thay thế bằng cung đường mới tránh khu vực sinh sống của tê giác mà nó đồng thời chia cắt Cát Lộc khiến tê giác không thể di chuyển đến một phần tư diện tích Cát Lộc và khu vực Lâm trường Quốc doanh ở phía Tây.
Việt Nam cần đầu tư vào việc bảo vệ thực địa tại các khu vực cần được bảo tồn, không chỉ bằng cách tăng cường thực thi luật đối với những kẻ săn bắn trộm, mà còn buôn bán động vật hoang dã. Với chuyện chưa tìm ra được kẻ đã bắn con tê giác cuối cùng ở Việt Nam cho thấy việc bảo tồn đa dạng sinh học nằm trong mức ưu tiên thấp. Chính phủ cần tiếp nhận các khuyến cáo của các tổ chức bảo tồn một cách nghiêm túc, nếu không có thay đổi trong cách quản lý các khu vực bảo tồn, việc rất nhiều loài khác sẽ bị tuyệt chủng Hội Bảo tồn Động vật hoang dã (WCS) đã đưa ra lưu ý cho nhiều nhà bảo tồn Việt Nam rằng sự mất mát của cá thể Tê giác Java cuối cùng là một cú sốc lớn đối. Điều đó là quá muộn để cứu vớt loài phụ Tê giác này. Chiếc sừng của cá thể tê giác cuối cùng tại Việt nam rất có thể đã bị tuồn vào thị trường chợ đen. Thậm chí nếu tìm ra nó, cũng không thể xác nhận về mặt di truyền nó thuộc về cá thể tê giác cuối cùng đó, những thủ phạm của vụ săn trộm này cũng không bị bắt
Nick Cox là Quản lý Chương trình Loài của WWF tại khu vực Tiểu vùng Mê Kông, nhận định: "Thời gian qua, những nỗ lực bảo tồn tê giác Java tại Việt Nam vẫn chưa đủ mạnh để cứu loài ra khỏi nguy cơ tuyệt chủng. Nếu tình trạng ấy vẫn cứ tiếp diễn thì rất có thể sẽ có thêm nhiều loài khác tuyệt chủng tại Việt Nam" ông này cũng cho rằng "Thảm kịch của tê giác Java Việt Nam là một minh chứng đáng buồn cho cuộc khủng hoảng tuyệt chủng này". Vấn đề được cho là yếu tố quan trọng nhất để bảo vệ các loài tê giác khỏi sự tuyệt chủng là bảo vệ môi trường sống tự nhiên và ngăn chặn nạn săn bắn và buôn bán động vật hoang dã trái phép, nhưng Việt Nam chưa thực hiện được điều này. Nếu tình trạng trên không được cải thiện, nhiều loài khác tại Việt Nam sẽ bị tuyệt chủng là điều không thể tránh khỏi. Phải rút kinh nghiệm trong việc này để chuần bị bảo vệ các loài khác.

### Kiểm lâm viên
Các khu bảo tồn tại Việt Nam cần phải có nhiều kiểm lâm hơn, họ cần được đào tạo và giám sát tốt hơn nữa, đồng thời chịu trách nhiệm giải trình cao hơn. Chưa có gì khích lệ hay thúc đẩy nhân viên kiểm lâm các khu vực được bảo tồn đi tuần tra thật sự, vì không ai bắt nhân viên hay giám đốc của nơi đó phải chịu trách nhiệm giải trình nếu họ không đi tuần, hay không bảo vệ được khu vực mà họ chịu trách nhiệm Ông Trần Văn Thành-Giám đốc Vườn Quốc gia Cát Tiên cho biết: "Không phải chúng tôi trốn trách nhiệm về cái chết của con tê giác nhưng chúng tôi đã cố gắng hết sức để bảo vệ chúng" và ông nói rằng "Chúng tôi có là thánh cũng không bảo vệ được. Chúng tôi cũng như anh em kiểm lâm của Vườn Quốc gia Cát Tiên có là thánh cũng không thể bảo vệ được những loài thú quý hiếm đang có nguy cơ tuyệt chủng khi nhu cầu sử dụng vẫn đang còn đó".
Ông Lưu Mạnh Hào-Hạt phó Hạt Kiểm lâm Cát Tiên cho biết lực lượng kiểm lâm quá mỏng, sức hút của tê giác lại quá lớn, nên các đối tượng xấu liên tục tấn công, mỗi năm, thu được hàng trăm súng săn các loại, bắt hàng chục đối tượng xâm nhập rừng trái phép để đi tìm tê giác. Lực lượng kiểm lâm Cát Tiên chỉ có vài người trong khi có khoảng 100.000 người sống quanh khu vực Vườn Quốc gia tham gia săn bắn và trung bình, một người nông dân ở đây có thể kiếm được 150.000 đồng/ngày. Cát Lộc chỉ có 26 kiểm lâm chịu trách nhiệm cho diện tích 300 km2 (tương đương 1 cán bộ/11,5km2), nhiều cán bộ kiểm lâm không có nhiệm vụ tuần tra. Dân cư dày đặc cũng là một thách thức đối với các khu vực bảo tồn. rồi cũng có một điều là tính mạng của những người làm bảo tồn động vật hoang dã cũng bị đe dọa không kém loài tê giác
Việc tuần tra bảo vệ hay theo dõi để bảo vệ các cá thể này và trách nhiệm chính hiện nay ngoài kiểm lâm ra thì còn lực lượng nào khác như Lực lượng tuần tra, kiểm lâm, tuần tra trong các Vườn Quốc gia Cát Tiên cũng có nói vào tháng 4 năm 2010 có một con tê giác chết nhưng một thời gian khá lâu mới phát hiện Một cán bộ vườn quốc gia một trong những người tìm ra xác tê giác cho biết làm tiếc vì không phát hiện nó sớm hơn vì có thể cứu được con vật quý giá này. Đoàn Ngọc Nam-Chủ tịch xã Phước Cát 2, huyện Cát Tiên cho biết: "Chúng tôi không biết ai đã bắn chết con tê giác, người ta chỉ phát hiện xương của nó trong khu rừng và chính Quỹ Quốc tế Bảo vệ Thiên nhiên tuyên bố, Tê giác chính thức tuyệt chủng ở Việt Nam". Khi được chất vấn về trách nhiệm trong vụ việc này, thì Bí thư Huyện ủy Cát Tiên đã từ chối trả lời trong khi có ý kiến cho rằng vụ việc này là trách nhiệm của cả cộng đồng.

### Về phía NGO
Các tổ chức bảo tồn đều cũng có lỗi trong việc để xảy ra chuyện với con tê giác. Các nhà tài trợ cùng các tổ chức phi chính phủ thay vì tập trung bảo tồn loài lại tiếp cận vấn đề theo hướng lấy con người làm trung tâm thông qua các dự án tích hợp bảo tồn và phát triển (ICDPs), ngay trong tổ chức WWF cấp quốc gia và quốc tế cũng không thống nhất cam kết bảo tồn tê giác. Ngân sách từ phía các tổ chức phi chính phủ cũng hỗ trợ các hoạt động thúc đẩy thi hành luật nhưng các hoạt động phi lợi nhuận lại thường không lâu bền. Các tổ chức bảo tồn phải tích cực hơn trong việc kiểm soát và đánh giá các hình thức can thiệp bảo tồn, để đảm bảo các khoản đầu tư có hiệu quả, đưa ra các biện pháp thay thế nếu cách làm truyền thống không có tác dụng. Ông Đặng Huy Huỳnh cho rằng quỹ WWF rất có công, rất tích cực, đóng góp tiền bạc kỹ thuật, vấn đề là các cấp chính quyền địa phương vì con tê giác của Việt Nam, nó là đặc hữu chỉ có tại Việt Nam. Khi phát hiện nó bị giết thì tổ chức quốc tế chỉ có trách nhiệm một phần thôi chứ người Việt là chính vì đây là tài nguyên của Việt Nam chứ không phải tài nguyên của tổ chức quốc tế WWF.
Các tổ chức bảo tồn đã nỗ lực trong nhiều năm để có thể hoạt động dưới hệ thống ban bệ hiện nay, bằng cách hỗ trợ thêm kinh phí để tăng cường tuần tra, cải thiện năng lực, quản lý ở các khu vực được bảo tồn những cách như vậy đều không có hiệu quả. Các tổ chức bảo tồn thường bị giới hạn trong vai trò cố vấn kỹ thuật, và là nhà tài trợ tài chính, những người đưa ra khuyến nghị, trừ phi các tổ chức bảo tồn thật sự có vai trò ngang với các giám đốc khu vực bảo tồn mới có thể hợp tác hiệu quả Vai trò của Hội Động vật Việt Nam là chỉ giúp tập hợp những nhà khoa học nghiên cứu về động vật nói chung, chỉ có trách nhiệm giúp cho nhà nước. Mỗi lần có loài động vật nào xảy ra việc gì thì hội lên tiếng bảo vệ chúng như khuyến cáo về phát triển kinh tế cũng đừng phá hoại môi sinh của chúng như làm thủy điện, trồng cao su họ sẽ đề nghị với nhà nước, chủ đầu tư đừng làm ở đó, hoặc phải có biện pháp giảm thiểu, Hội phản biện nhằm đưa ra đề nghị với nhà nước còn quyền lực thì không có vì chỉ là cơ quan tư vấn giúp cho các cơ quan chính phủ các vấn đề trên cơ sở khoa học.